# Alatri
Alatri (AFI: /aˈlatri/) è un comune italiano di 27 503 abitanti della provincia di Frosinone nel Lazio. 
Conosciuta in epoca antica con il nome latino di Aletrium fu in origine uno dei principali centri del popolo osco-umbro degli Ernici. Gli abitanti sono noti come alatresi, alatrensi o alatrini.
Nota soprattutto per l'acropoli preromana cinta da mura megalitiche, della quale risalta per imponenza la Porta Maggiore, seguita dalla Porta Minore o dei Falli, possiede inoltre un significativo patrimonio di monumenti di notevole interesse architettonico e artistico, quali la chiesa collegiata romanico-gotica di Santa Maria Maggiore, la basilica concattedrale di San Paolo, le chiese di San Francesco e San Silvestro, il protocenobio di San Sebastiano, le ottocentesche fontane monumentali, il palazzo Gottifredo e il palazzo Conti-Gentili ornato da una grande meridiana murale. Di rilievo storico è il campo di internamento di Fraschette costruito durante la seconda guerra mondiale.

## Geografia fisica

### Territorio

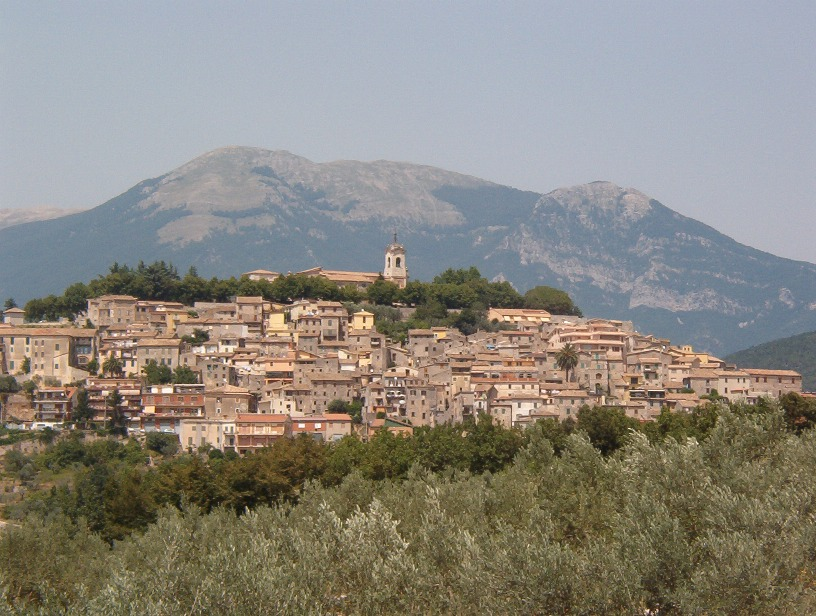
Panorama di Alatri

La città di Alatri sorge su una collina bigemina della Valle Latina, alle pendici dei Monti Ernici che costituiscono il confine naturale del Lazio con l'Abruzzo.
Il vasto territorio alatrense, pianeggiante a sud e montuoso o collinoso per la parte restante, comprende anche l'isola amministrativa di Pratelle, compresa tra Collepardo, Vico nel Lazio, Veroli e Morino (in Abruzzo), dove si registra l'altitudine massima di 2.064 m s.l.m. (monte Passeggio); da qui degrada fino al minimo di 175 m della piana di Tecchiena, comprendendo nella sua estensione gran parte del bacino del fiume Cosa, affluente del Sacco che scorre ad est del centro cittadino in direzione nord-sud.
Tra le cime che si elevano ci sono il Monte Brecciaro e il Monte Cappello.
Secondo la Carta Geologica d'Italia redatta dal Servizio Geologico d'Italia il territorio alatrense è composto in gran parte da suoli di "calcari granulari bianco-giallastri con grosse rudiste caratteristiche del Senoniano": inoltre, alcune zone sono formate da calcari giallastri forse appartenenti al Miocene inferiore ed arenarie argillose o calcarifere e talora gessifere. Le aree più basse del territorio, come la valle del torrente Cavariccio, sono formate da tufi vulcanici (pozzolana e peperino). Parallelamente al corso del torrente Cavariccio passa una frattura visibile nel terreno.

### Clima

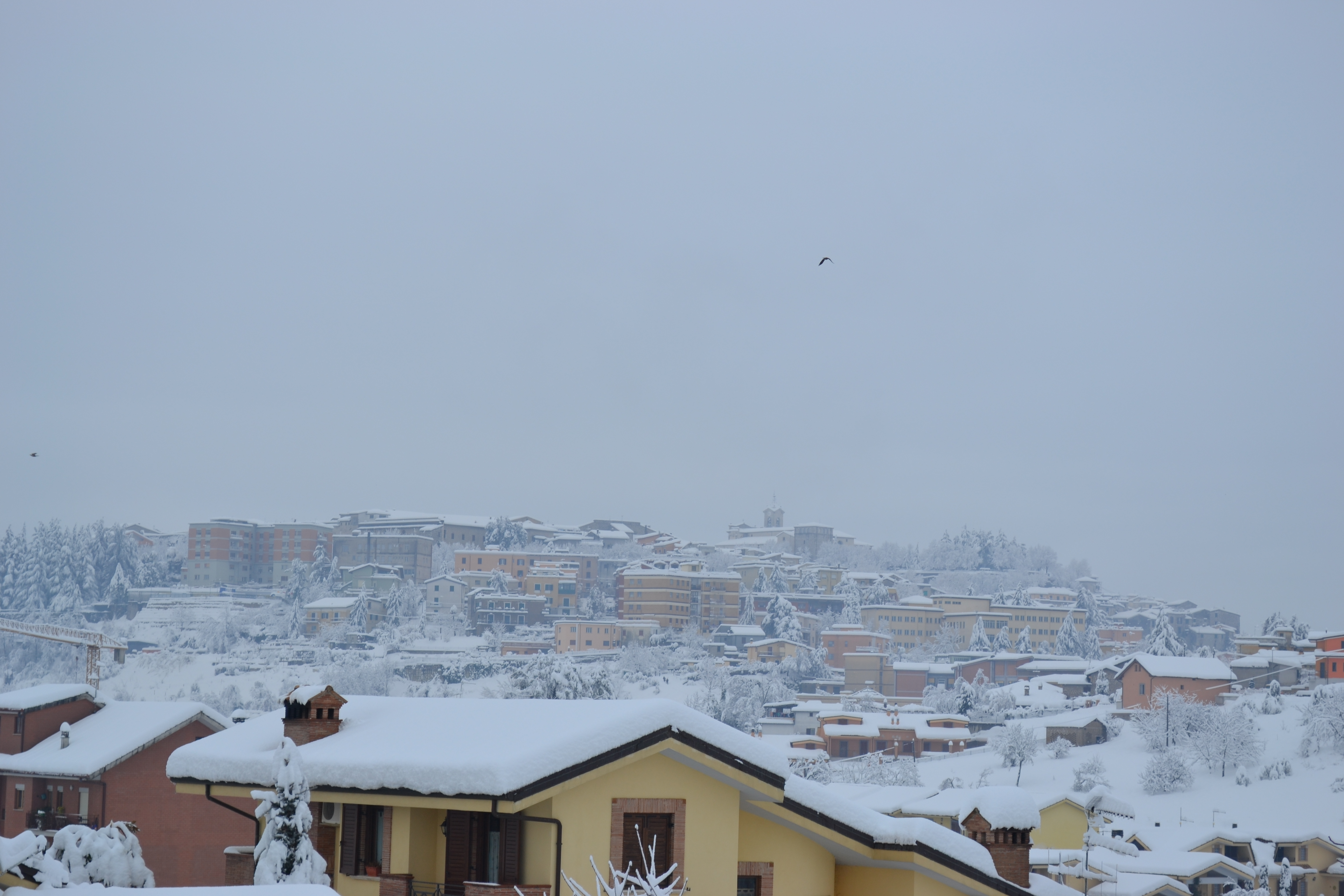
Alatri sotto la neve nel febbraio 2012

Secondo i dati medi del trentennio 1961-1990, ad Alatri la temperatura media del mese più freddo, gennaio, si attesta a +5,6 °C, mentre quella del mese più caldo, agosto, è di +23,2 °C.
| Alatri             | Mesi | Mesi | Mesi | Mesi | Mesi | Mesi | Mesi | Mesi | Mesi | Mesi | Mesi | Mesi | Stagioni | Stagioni | Stagioni | Stagioni | Anno |
| Alatri             | Gen  | Feb  | Mar  | Apr  | Mag  | Giu  | Lug  | Ago  | Set  | Ott  | Nov  | Dic  | Inv      | Pri      | Est      | Aut      | Anno |
| ------------------ | ---- | ---- | ---- | ---- | ---- | ---- | ---- | ---- | ---- | ---- | ---- | ---- | -------- | -------- | -------- | -------- | ---- |
| T. max. media (°C) | 9,1  | 10,4 | 13,2 | 16,7 | 20,8 | 24,8 | 28,7 | 29,2 | 24,9 | 19,1 | 13,9 | 10,6 | 10,0     | 16,9     | 27,6     | 19,3     | 18,5 |
| T. min. media (°C) | 2,2  | 2,7  | 4,8  | 7,7  | 11,3 | 14,8 | 17,3 | 17,2 | 14,8 | 10,7 | 6,9  | 4,1  | 3,0      | 7,9      | 16,4     | 10,8     | 9,5  |

## Origini del nome
Il nome di Alatri deriva dal nome latino Aletrium (talora italianizzato in Aletrio) testimoniato anche in greco antico nella forma Ἀλέτριον, trasformato in Alatrium nella pronuncia popolare (Plauto e Liber coloniarum) e che, tramite il locativo Alatrĭi, ha dato come esito il toponimo moderno. Non si conosce la forma del toponimo in uso in epoca preromana e tantomeno un suo eventuale significato.

La Torre alata nello stemma di Alatri

Un'etimologia popolare si richiama allo raffigurazione sullo stemma cittadino — che tuttavia è storicamente documentato solo dagli inizi del XII secolo (stemma del cardinal Ugone da Alatri) — della Torre alata o Alata Turris, che, per contrazione, sarebbe divenuta Ala(ta)t(ur)ri(s).

## Storia

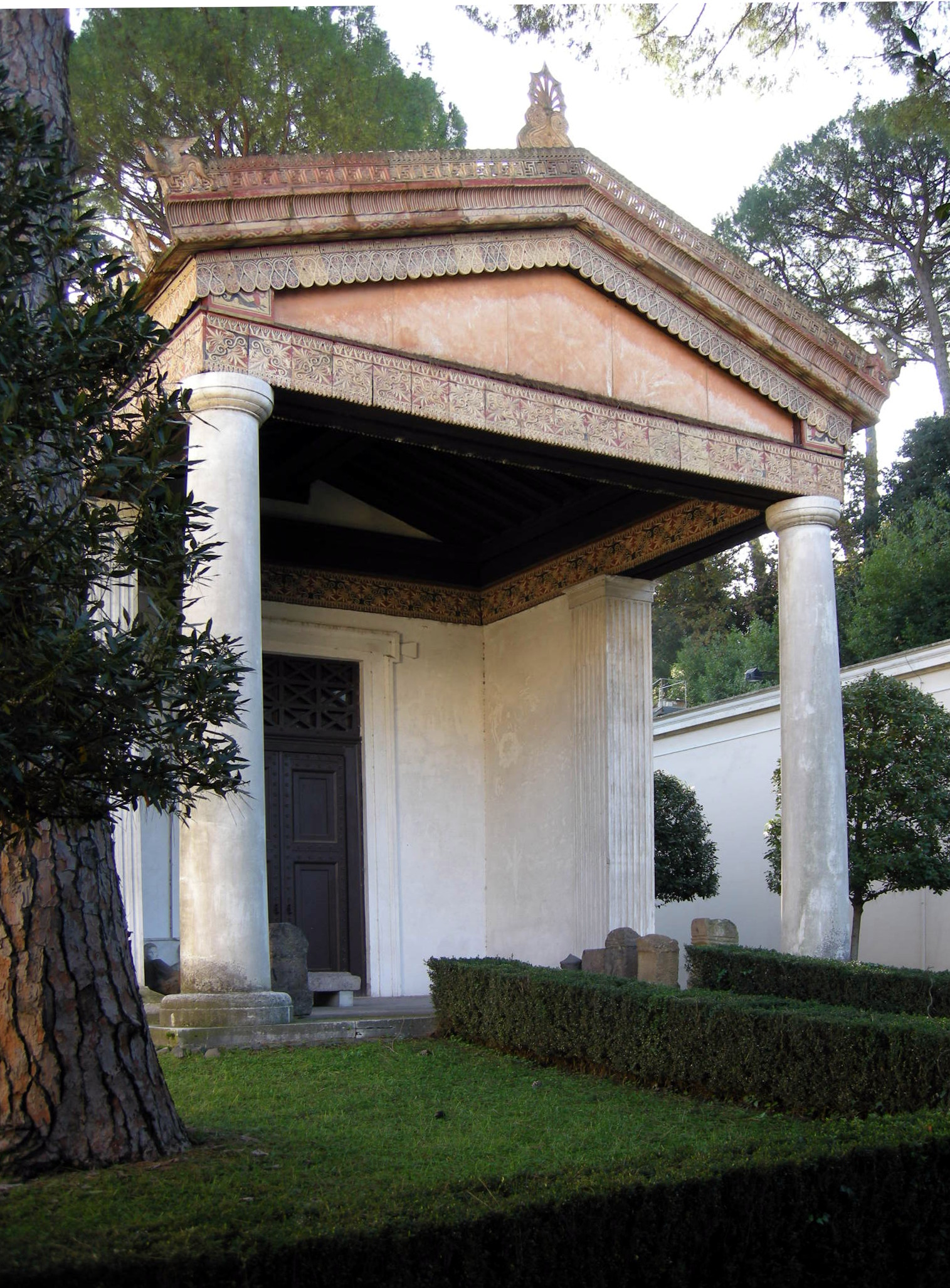
Ricostruzione del tempio di Alatri (Museo nazionale etrusco di Villa Giulia, Roma)

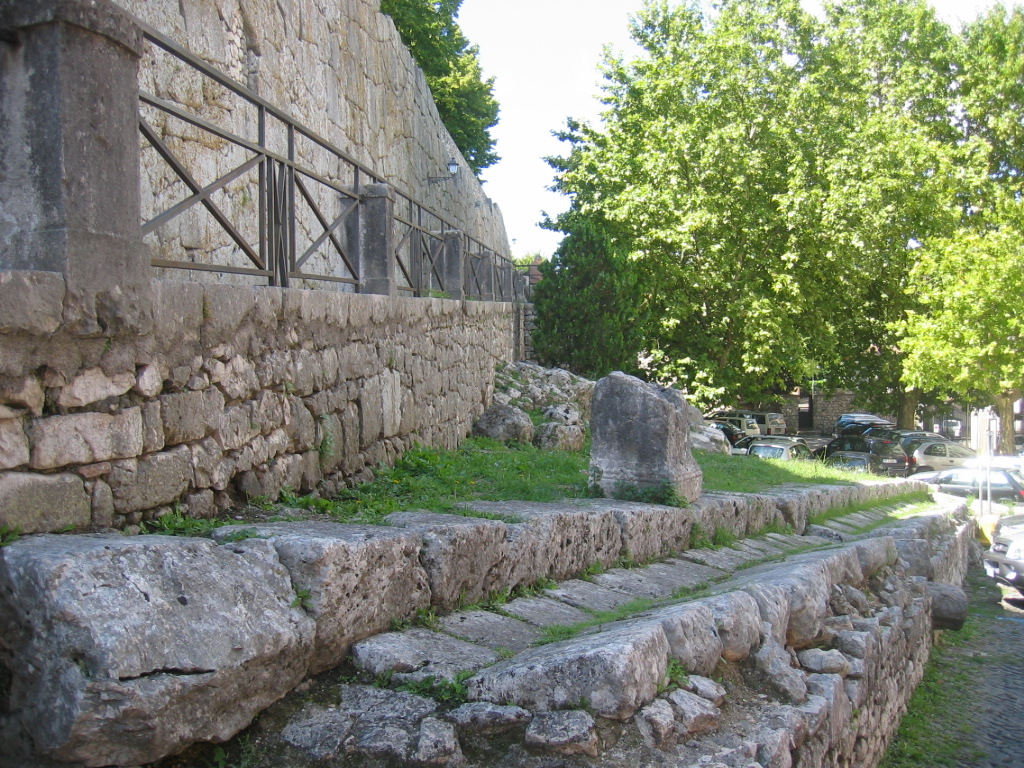
I resti del portico fatto costruire da Betilieno Varo

La presenza umana nel territorio di Alatri è accertata dal periodo calcolitico. L'archeologo francese Louis-Charles-François Petit-Radel (1756-1836) pose la datazione della fondazione di Alatri prima della Seconda Colonia Pelasgica, risalente al 1539 a.C.,. In epoca storica la città è abitata dalla popolazione osco-umbra degli Ernici, la cui capitale era la vicina Anagni. Nel 380 e nel 362 a.C. gli Ernici entrarono in conflitto con Roma. Nella successiva rivolta del 306 a.C. Alatri, rimasta fedele a Roma (...venissetque in periculum summa rerum, ni T.Quinctius peregrinis copiis, cum Latino Hernicoque exercitu, subvenisset... - Tito Livio, in "ab urbe condita", narra come l'apporto delle legioni erniche fu decisivo nella vittoria contro gli eserciti dei Volsci e degli Equi che stavano per avere la meglio su Roma, dopo un assedio a tradimento per la rottura improvvisa dei trattati di pace, cui Alatri non solo non aderì, ma avvertì Roma dell'imminente attacco), ottiene di restare indipendente e conosce un periodo di benessere, che ha un culmine nel primo quarantennio del II secolo a.C. in coincidenza con la riorganizzazione urbanistica e amministrativa della città promossa dal censore Lucio Betilieno Varo, nota grazie all'epigrafe conservata nel museo civico.
Tra il III e il II secolo a.C. si data il piccolo tempio di Alatri, di tipo etrusco-italico, i cui resti sono conservati nel museo civico mentre nel Museo nazionale etrusco di Villa Giulia a Roma ne è ospitata una celebre ricostruzione a grandezza naturale. Nel 90 a.C. Alatri ottenne la piena cittadinanza romana. Si suppone che il Cristianesimo sia arrivato già nell'età apostolica, sebbene la presenza di cristiani nella città non sia documentata prima del 380.
Dopo la caduta di Roma la città subisce le invasioni barbariche e la sanguinosa guerra tra Odoacre e Teodorico. Nel 543 Alatri è saccheggiata da Totila e rimane completamente distrutta; l'anno successivo viene inclusa nel Ducato romano, soggetto all'autorità papale. Nel 1173 Alatri conquista l'autonomia comunale. A quell'anno risale l'elezione dei consoli.. Nel 1186 la città, durante le lotte del papato contro l'impero, è assediata dall'esercito di Enrico VI al quale riesce tuttavia a resistere. Nel Duecento il comune alatrense si espande a danno dei paesi limitrofi: sottomette Collepardo ed in seguito anche Trivigliano, e aggredisce Vico nel Lazio, che verrà assoggettata all'inizio del XIV secolo, quando anche Frosinone sarà costretta a partecipare al Parlamento di Alatri e fornire truppe al comune ernico. Un forte periodo di sviluppo economico, monumentale ed edilizio si ha con la nomina del cardinal Gottifredo di Raynaldo a podestà nel 1286.
La cattività avignonese del papato coincide con una fase di decadenza per Alatri, che nel 1324 viene conquistata da Francesco de Ceccano. Il terremoto del 1349 danneggia gravemente il centro abitato, mentre nel 1357 le Costituzioni egidiane obbligano la città a restituire la signoria su Trivigliano al papato e quella su Torre ai Caetani. Durante lo Scisma d'Occidente la città è occupata dalle milizie papali e rimane forzatamente fedele a Papa Urbano VI. Tuttavia, a seguito dell'ingresso in città di Onorato Caetani, che cattura quaranta nobili, gli alatrensi per difendersi da ulteriori scorrerie nominano i Conti signori della città. Nel Quattrocento il dominio sulla città da parte di re Ladislao I di Napoli (1408-1414) divide la città in fazioni. In seguito, salvo la breve signoria di Filippo Maria Visconti nel 1434, Alatri deve sottostare al diretto potere pontificio, che si fa più soffocante. Nel XVI secolo il Sacco di Roma e la successiva occupazione spagnola lasciano la città impoverita e a dover fronteggiare la peste. La situazione economica si aggrava anche a causa di lunghe lotte con i comuni vicini e delle occupazioni da parte di Cesare di Caietani prima e di Fernando Álvarez de Toledo poi.
Una riorganizzazione sociale e religiosa viene promossa da Ignazio Danti, vescovo della città dal 1583 al 1586, ricordato in particolare per la costruzione del monastero dell'Annunziata. Il XVII secolo per Alatri è segnato da due terremoti (1617 e 1654) e nuovamente dalla peste del 1656. Nel Settecento la città raggiunge gli ottomila abitanti; viene attuata una riforma delle istituzioni locali, e nel 1729 viene istituito il Collegio delle Scuole Pie.
Con la proclamazione della Repubblica Romana nel 1798 emerge in città un ceto dirigente filofrancese, abbattuto però, nel luglio 1798, da una ribellione che sfocia in un massacro. Nel riordino amministrativo della provincia pontificia di Campagna e Marittima (che cambia nome in Dipartimento del Circeo), Alatri diviene capo cantone di un vasto territorio. Dal 1809 al 1814 la città subisce il dominio dell'impero napoleonico, e la deportazione in Francia di molti dissidenti e del vescovo Giuseppe Della Casa.
La Restaurazione produce un periodo di incertezza politica; il fenomeno del brigantaggio testimonia l'arretratezza generale dello Stato pontificio, nonostante i tentativi di migliorare la situazione (come la realizzazione dell'acquedotto per volere di Papa Pio IX). Con l'instaurazione della Seconda Repubblica romana, il patriota alatrense Sisto Vinciguerra viene eletto deputato alla Costituente.

Interno di Porta Maggiore (inizio Novecento)

In seguito all'unificazione della penisola, la popolazione raggiunge i tredicimila abitanti; vengono potenziati i servizi di assistenza ed ha inizio un vivace progresso. Fiorisce anche la vita letteraria e politica. Nello stesso tempo, con l'aumento della popolazione, l'area del centro abitato supera assai presto l'antica cerchia muraria. Nel 1917 l'inaugurazione di una ferrovia vicinale fa cadere l'isolamento in cui si trovava la città.
Durante la seconda guerra mondiale la città subisce pesanti perdite umane e la rovina di molti monumenti e abitazioni. Nel 1941 nel territorio di Alatri viene istituito il campo di internamento di Fraschette, che rimarrà in funzione come tale fino al 1944, per poi essere trasformato in campo profughi, rimanendo attivo fino agli anni Settanta.
Dopo la guerra Alatri diviene una città florida economicamente, con un potenziamento delle attività commerciali.

### Simboli
Nello stemma di Alatri è raffigurata, dagli inizi del XII secolo, una torre alata (ha preso il posto della scritta S.P.Q.A., che denotava lo stato di civitas in epoca romana). La torre, costituita da due piani sovrapposti, richiama l'impostazione difensiva della città con due cerchie di mura, quella dell'acropoli e quella esterna; le ali simboleggiano l'elevazione della città e rimandano all'interpretazione tradizionale del nome Ale-trium.

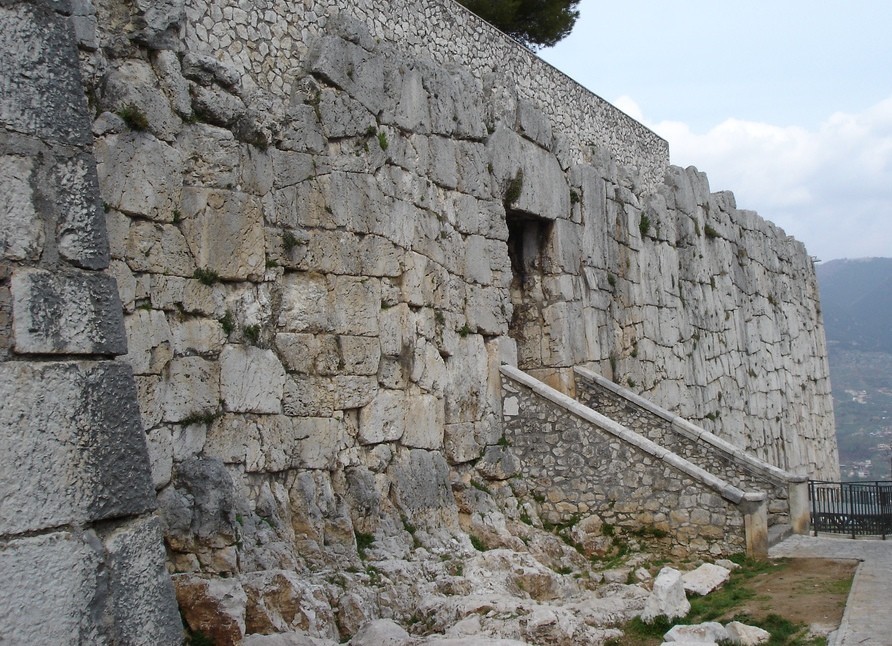
Il tratto sud delle mura dell'acropoli e la Porta Maggiore

## Monumenti e luoghi d'interesse

### L'acropoli
L'acropoli di Alatri – detta Civita – è posta nel cuore del centro storico, sulla cima del colle. È di notevole interesse per le sue mura in opera poligonale, costituite da diversi strati di megaliti polimorfici che spesso raggiungono la lunghezza di 3 metri, provenienti dalla stessa collina e fatti combaciare perfettamente ad incastro senza l'ausilio di calce o cementi. Il perimetro delle mura è di 2 km. L'acropoli, oltre alla rampa d'accesso, presenta due porte: la Porta Maggiore e la Porta Minore o dei Falli. La Porta Maggiore è posizionata nel tratto sudorientale dell'Acropoli, all'opposto della porta dei falli posizionata verso nord-ovest. Su una roccia affiorante, nella parte più alta dell'Acropoli, è stato rinvenuto nel 2008, un graffito rappresentante un templum (triplice cinta), perfettamente orientato astronomicamente. Su di essa sorge la basilica concattedrale (già cattedrale) dedicata a san Paolo apostolo.

### Cinta muraria esterna e porte

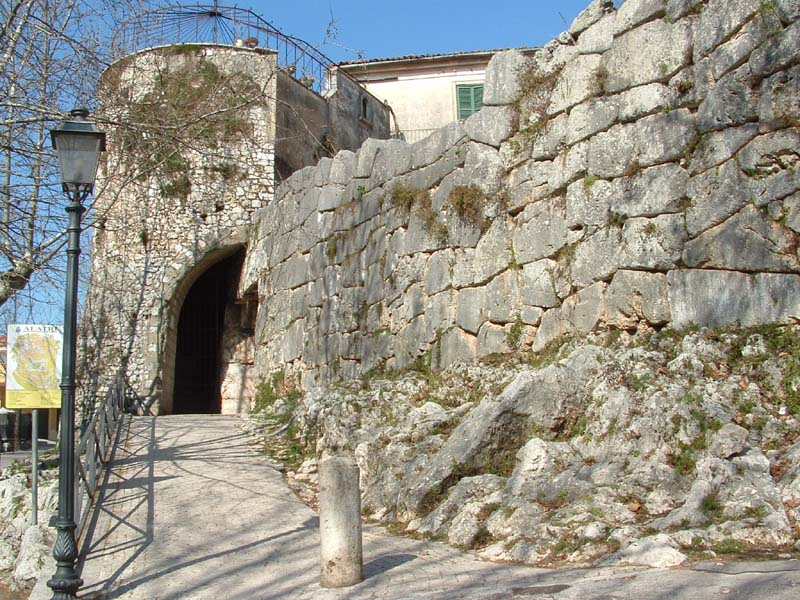
Tratto delle mura cittadine con la porta San Benedetto e il torrione Brocchetti

Approssimativamente concentrica all'Acropoli, e costruttivamente analoga per la tecnica dell'opera poligonale, è una seconda e più ampia cinta di mura; lunga oltre due chilometri e quasi integralmente conservata, delimita un'area di circa 25 ettari costituente il centro storico della città, caratterizzandosi per il perfetto innesto delle strutture murarie su un ambiente naturale impervio e caotico. Lungo tale cerchia esterna delle mura, in corrispondenza dei tracciati viari più antichi ed importanti della città, si aprono cinque porte di accesso: Porta San Pietro, Porta San Francesco, Porta San Benedetto, Porta San Nicola e Porta Portati; di esse, in origine tutte sormontate da architravi monolitici, l'unica preservatasi nella struttura originaria è porta San Benedetto. La datazione delle mura è stata molto discussa, anche in rapporto alla realizzazione dell'acropoli, nell'ambito più generale della datazione delle strutture in opera poligonale.

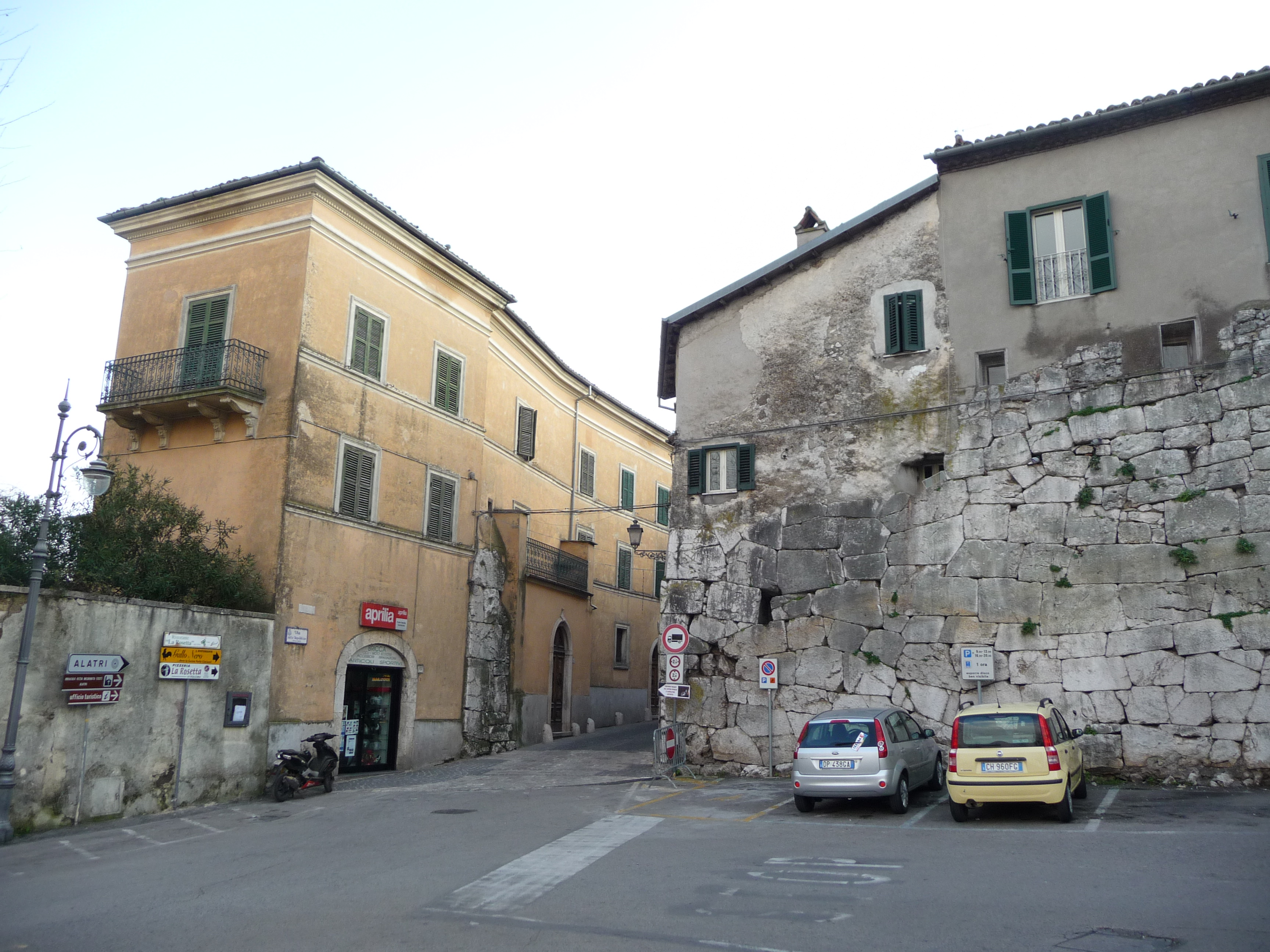
Le mura a porta San Pietro

Secondo l'archeologo Filippo Coarelli tali mura risalirebbero agli inizi del I secolo a.C., presumibilmente nel contesto delle lotte tra Gaio Mario e Lucio Cornelio Silla, dopo la costituzione del municipio. La datazione è derivata da scavi condotti dallo studioso nell'originario terrapieno dietro la porta San Benedetto e da un'iscrizione (CIL X 5806) in cui si commemorerebbe la costruzione delle mura esterne curata dal quattuorviro Publio Betilieno Hapalo, magistrato municipale (il municipio fu istituito a seguito della guerra sociale). Più recente è l'interpretazione dell'iscrizione citata come relativa non alla costruzione ma alla riparazione di un tratto del circuito dopo i danni dovuti alla guerra sociale, fra il 90 e l'80 a.C. La costruzione delle mura sarebbe invece da porre nel IV secolo a.C., all'epoca delle lotte tra Ernici e Roma.
Nel medioevo l'intero circuito, ad eccezione del tratto meridionale, già di per sé protetto da un duplice sbarramento megalitico, fu ulteriormente rinforzato con l'inserzione di alti torrioni quadrangolari (fa eccezione il torrione detto "Brocchetti", circolare con base tronco-conica) dai quali veniva esercitato il controllo sui territori circostanti.

### Architetture religiose

#### Basilica concattedrale di San Paolo

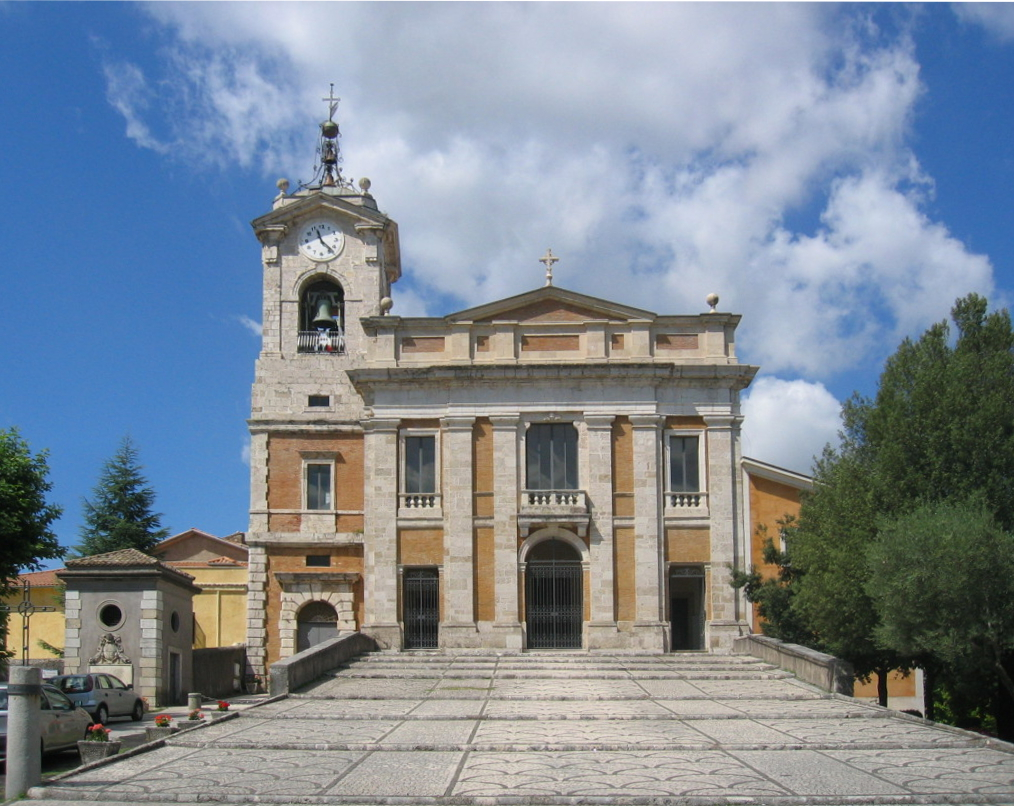
Basilica di San Paolo

Sulla sommità dell'acropoli, sul podio di un antico ierone (altare ernico) e sui resti di un tempio dedicato a Saturno sorgono rispettivamente la Basilica di San Paolo apostolo e l'attiguo Vescovado, risalenti al periodo altomedioevale: ne abbiamo notizie fin dal 930.
A seguito di un importante intervento di ristrutturazione effettuato nel corso del XVIII secolo, entrambi gli edifici si presentano al visitatore moderno con linee e forme settecentesche. La facciata della cattedrale, in pietra e laterizio, è stata realizzata assieme al campanile da Jacopo Subleyras tra il 1790 e il 1808; il modello è quello delle maggiori basiliche romane, con la presenza di un unico ordine di paraste a binati. Nel 1884 furono aggiunti l'attico e il timpano. La cattedrale venne dichiarata basilica minore da papa Pio IX nella sua prima visita in città nel 1850, ma altra fonte sostiene che la dignità ufficiale di basilica minore le fu conferita da papa Pio XII nel settembre del 1950.
L'interno è a croce latina, a tre navate e con un lungo transetto sopraelevato in corrispondenza del presbiterio.
Tra il materiale artistico di pregio custodito nel luogo sacro vanno annoverati i reperti di un pergamo cosmatesco risalente al 1222.
La chiesa conserva parte delle reliquie del patrono della città, san Sisto I papa; esse si trovano all'interno di un'antichissima urna di piombo, sul cui coperchio è incisa la scritta: «HIC RECONDITUM EST CORPUS XYSTI PP. PRIMI ET MARTIRIS».
In fondo alla navata destra, si conserva inoltre il corpo di S.Alessandro martire, estratto dal cimitero di S. Callisto, donato nel 1640 alla chiesa di Alatri.

##### Il miracolo dell'ostia incarnata
Nella basilica è conservata un'antica reliquia: per i credenti si tratterebbe di un'ostia trasformatasi miracolosamente in carne nel XIII secolo.
Tale avvenimento, la cui veridicità venne riconosciuta dalla Chiesa cattolica tramite un mandatum papale inviato da Gregorio IX al vescovo Giovanni V (13 marzo 1228), viene altresì ricordato dai recenti affreschi presenti nelle cappelle laterali della chiesa.

#### Collegiata di Santa Maria Maggiore

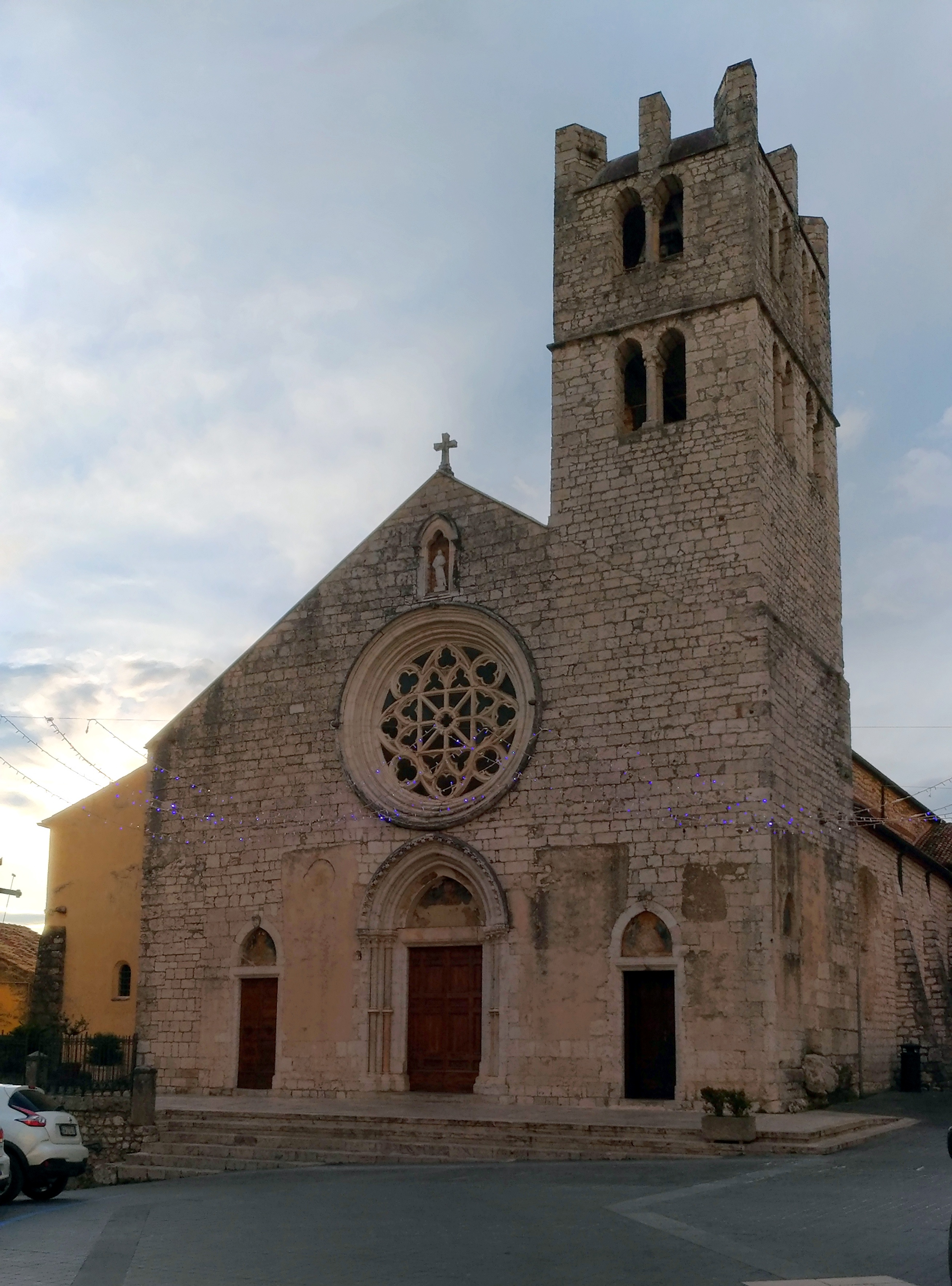
La chiesa di Santa Maria Maggiore

La chiesa collegiata di Santa Maria Maggiore risale al V secolo: fu edificata sulle rovine di un tempio pagano. L'aspetto romanico-gotico si deve principalmente alle profonde modificazioni operate nel XIII secolo.
Dell'esterno va segnalato il grande rosone realizzato agli inizi del XIV secolo. Nella chiesa sono conservate pregevoli opere quali il gruppo ligneo della Madonna di Costantinopoli (XIII secolo), il Trittico del Redentore di Antonio da Alatri, la Vergine con il Bambino e san Salvatore (prima metà del XV secolo) e il fonte battesimale del XIII secolo.

#### Chiesa di San Francesco

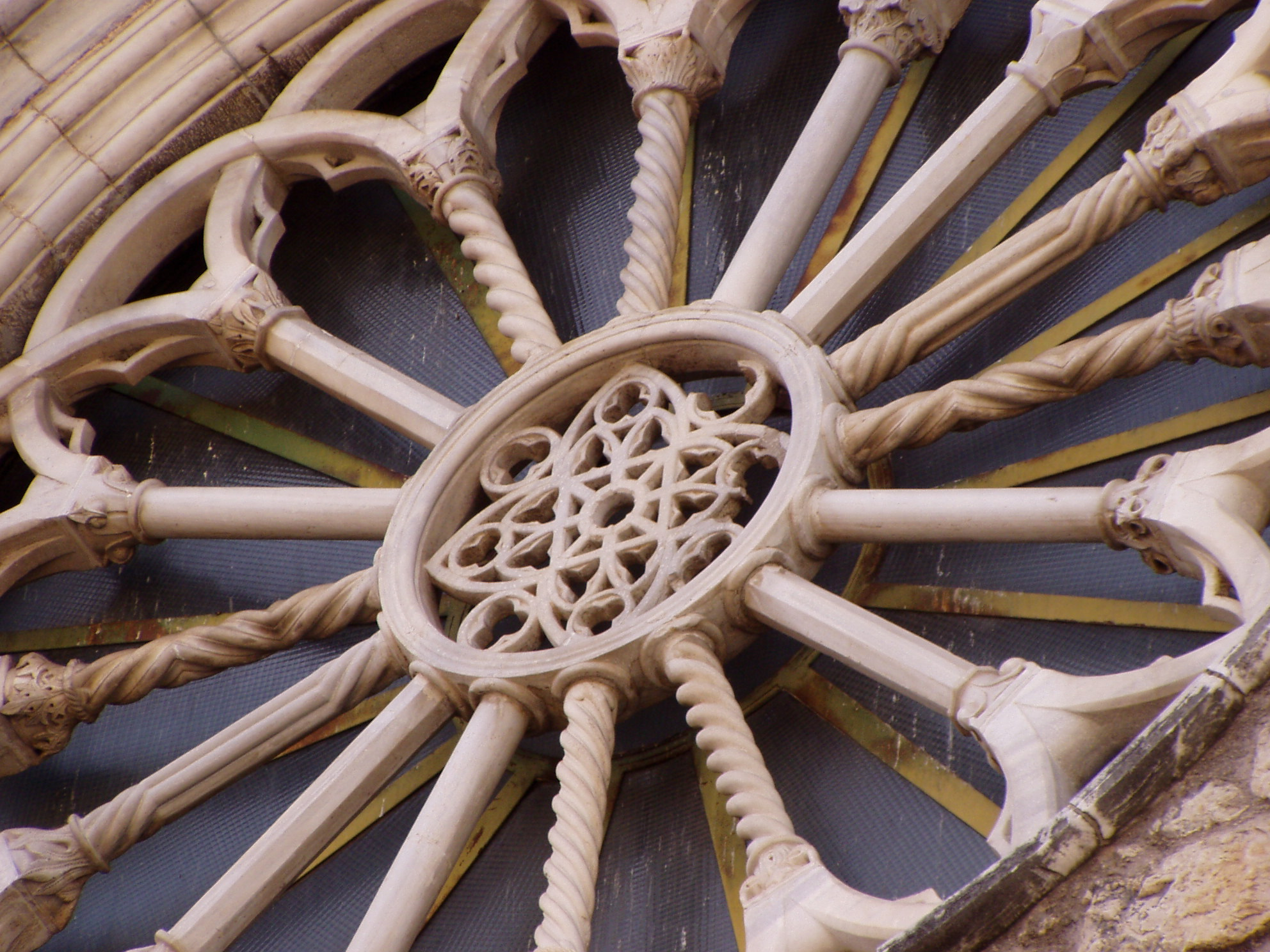
Particolare del rosone di San Francesco

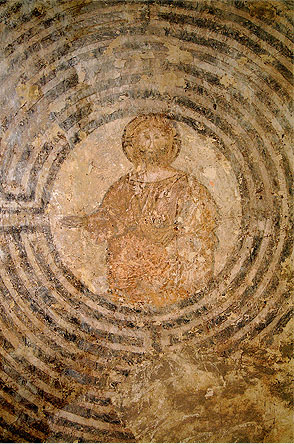
Il Cristo nel Labirinto

Costruita tra la seconda metà del XIII secolo e la prima metà del XIV, si caratterizza per una struttura compatta, in stile gotico; la facciata presenta un portale archiacuto e un rosone a colonnine radiali. L'interno, in un'unica navata, venne ristrutturato in epoca barocca e conserva una nota Deposizione di scuola napoletana del Seicento, e un mantello risalente al XIII secolo attribuito a san Francesco d'Assisi.
La chiesa aveva annesso un contiguo convento, i cui ambienti sono adibiti a sala espositiva, e sono noti come il "Chiostro". In un'angusta intercapedine dell'ex-convento si trova un affresco di notevole interesse raffigurante un Cristo Pantocratore al centro di un labirinto.

#### Chiesa di Santo Stefano e monastero dell'Annunziata

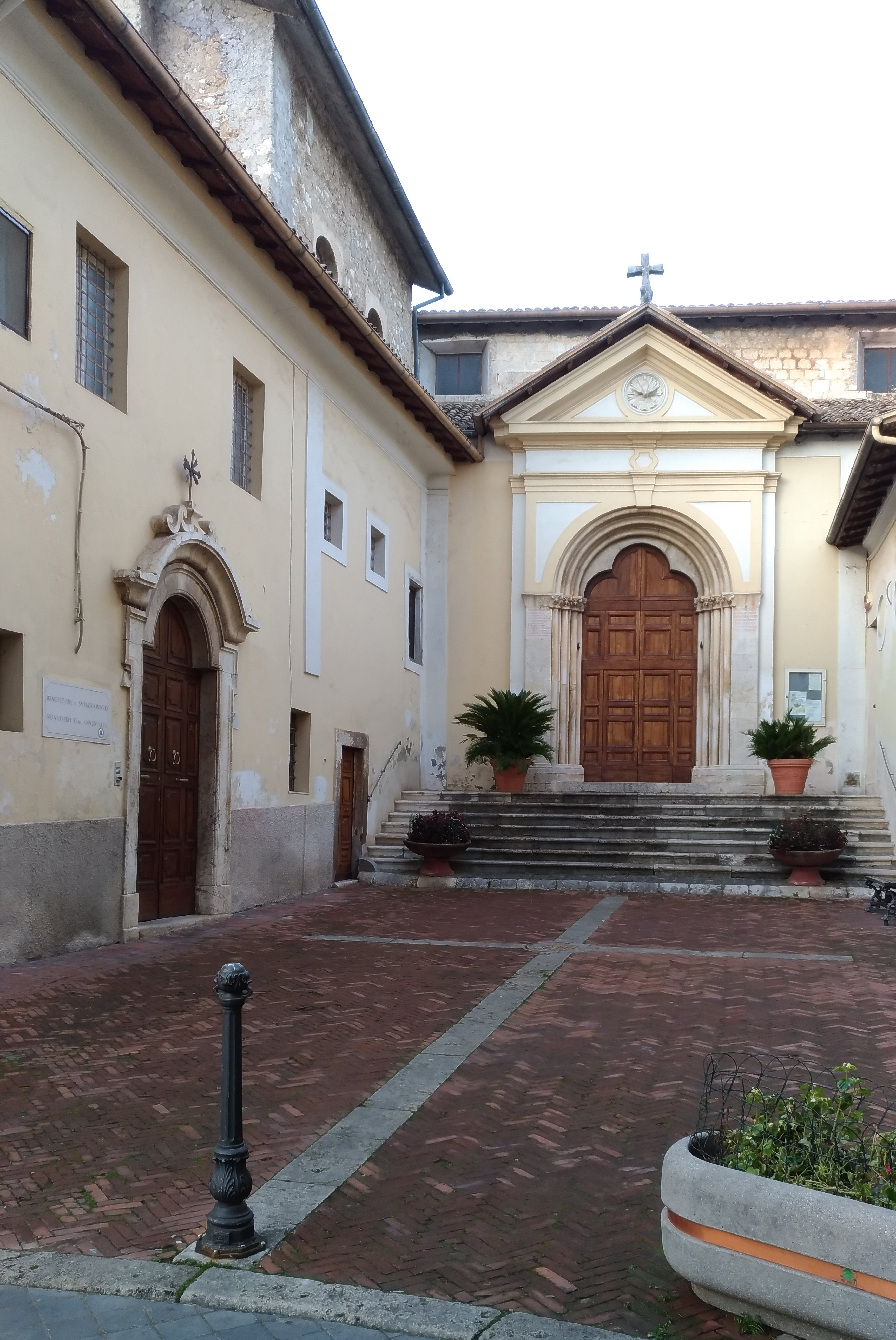
Santo Stefano e monastero dell'Annunziata

Costruita tra la fine del X e l'inizio dell'XI secolo con dimensioni limitate, la chiesa di Santo Stefano aveva inizialmente forme romaniche. Venne ristrutturata ed ingrandita nel 1284 per volontà del cardinal Gottifredo di Raynaldo secondo i caratteri dell'architettura gotica. Un'epigrafe resta a ricordare l'ampliamento: è scolpita in caratteri gotici su due lastre collocate sugli stipiti del portale; il testo è in versi leonini, ossia esametri e pentametri in rima ed è dedicata al cardinal Gottifredo.
Nel XVI secolo venne privata della navata di sinistra per la costruzione del Monastero dell'Annunziata, fortemente voluto dal vescovo Ignazio Danti e da lui stesso progettato nel 1586 ed ancora attivo (nel 1984 ha ricevuto la visita di papa Giovanni Paolo II). Successivi rimaneggiamenti nei due secoli seguenti hanno finito di snaturare il primitivo edificio medievale, lasciando intatto unicamente il portale trilobato, ricollocato tuttavia sul lato destro della chiesa così come il leone crocigero medievale posto sull'apice del timpano.
L'interno è tardobarocco e custodisce numerose opere d'arte tra le quali una pala del Seicento con i santi Stefano, Benedetto e Scolastica sull'altare maggiore e sulla parete sinistra una tela raffigurante la Vocazione di Matteo dipinta nel 1739 da Filippo Palazzetti. Sul campanile della chiesa è installata una campana detta di San Benedetto risalente al VI secolo e che, secondo la tradizione, sarebbe stata donata da san Benedetto da Norcia al protocenobio di San Sebastiano, retto dal diacono Servando, durante la sua visita del 528.

#### Chiesa di San Silvestro

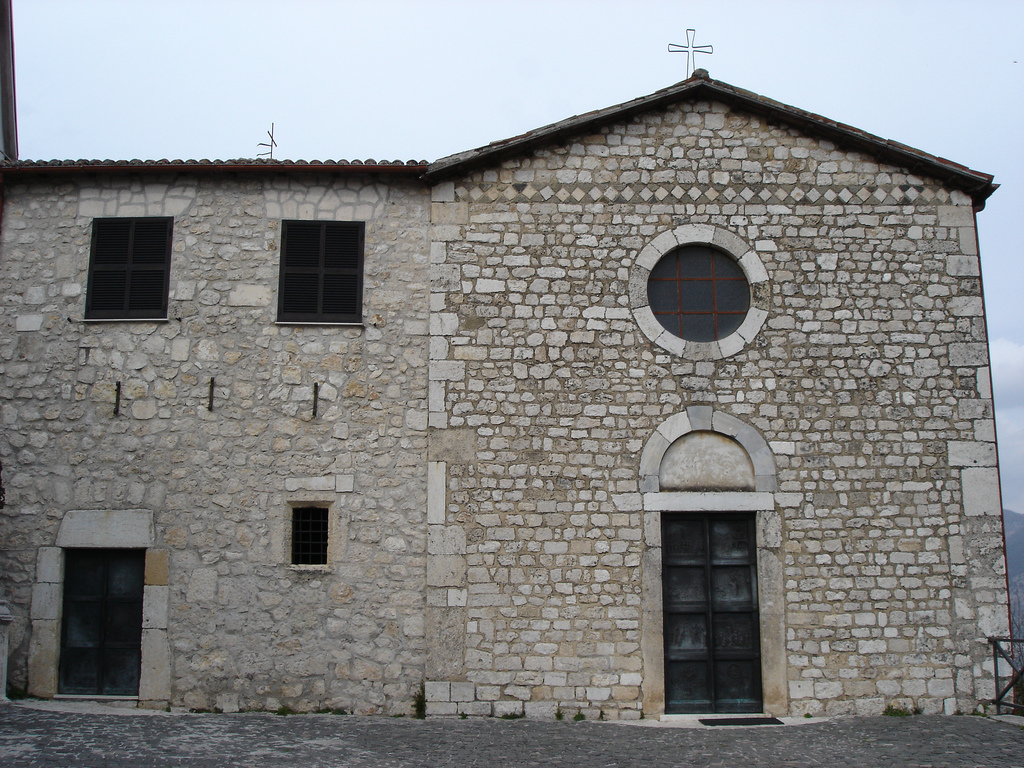
La chiesa di San Silvestro

Ubicata nella zona delle Piagge (in dialetto Piaje), venne costruita tra il X e l'XI secolo in un'unica navata, alla quale nel 1331 vennero aggiunte la navata sinistra e la sagrestia. Mantiene le linee romaniche: l'austera semplicità della struttura esterna, la sobrietà dell'interno ed il soffitto a capriate lignee offrono al visitatore suggestioni dal sapore antico.
Notevole, per l'intensità di espressione e per la sua antica fattura, è l'affresco di San Silvestro con il drago del XII secolo, collocato sul lato destro dell'abside. Sul lato opposto immagini votive, rappresentazioni del Nuovo Testamento e successioni di santi, databili tra il XIII ed il XV secolo.
Dall'interno della Chiesa si può accedere alla cripta del IX secolo con volte a crociera e un affresco di Santo Benedicente, di fattura bizantineggiante.

#### Chiesa degli Scolopi

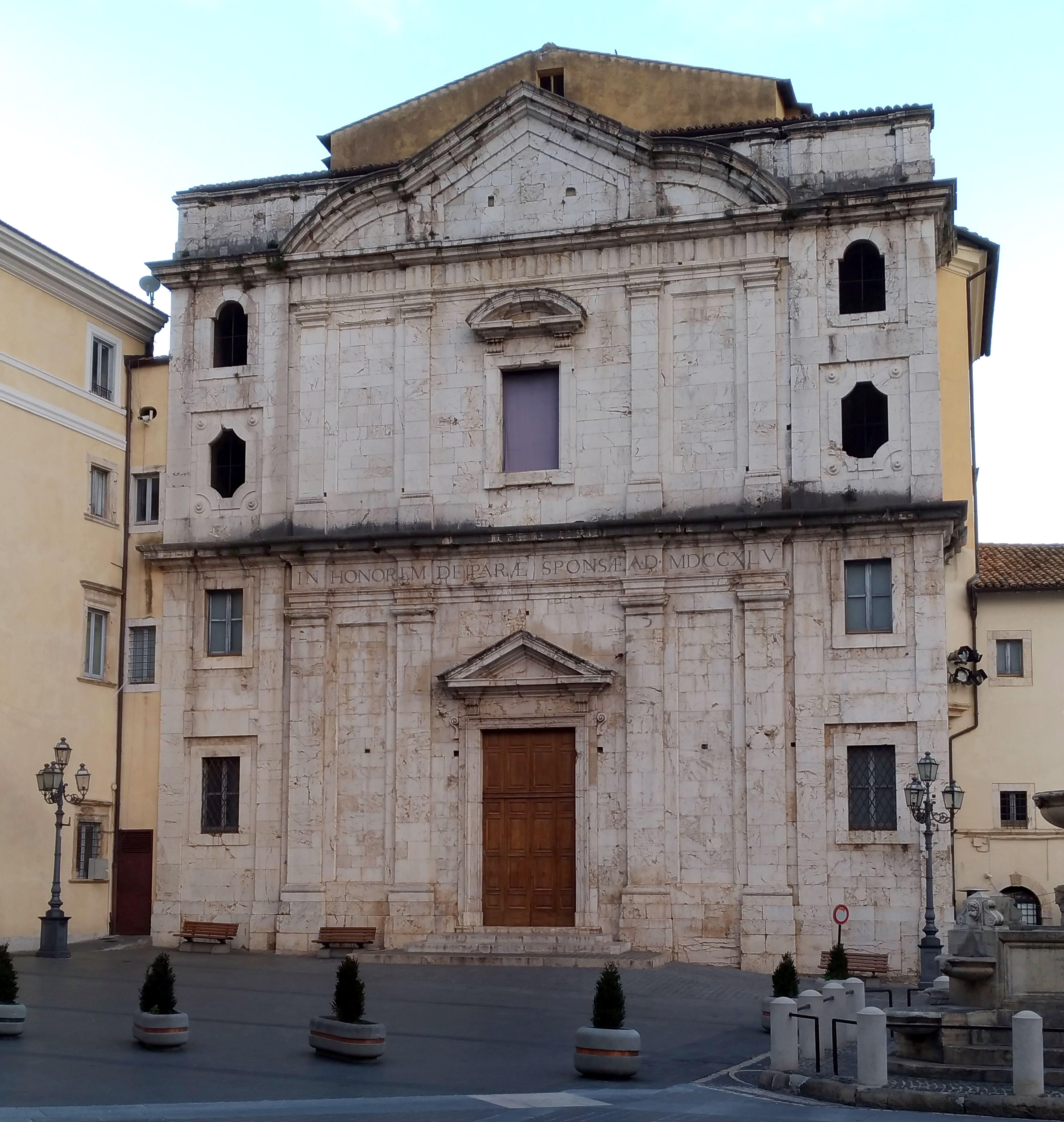
La chiesa degli Scolopi

La Chiesa degli Scolopi fu realizzata tra il 1734 ed il 1745 su progetto del padre calasanziano Benedetto Margariti da Manduria, saldandola al palazzo Conti-Gentili dove era stato istituito il collegio scolopio, ed è dedicata allo Sposalizio della Vergine, come indica l'iscrizione sulla fronte: IN HONOREM DEIPARÆ SPONSÆ AD MDCCXLV.
La facciata, in travertino, è concepita come un organismo architettonico a sé stante, e reinterpreta motivi borrominiani; si dispone su due registri orizzontali attraverso un doppio ordine di lesene tuscaniche che inquadrano, al di sotto di un ampio timpano mistilineo, l'unico portale di ingresso con la sovrastante finestra centrale. La grande compostezza del prospetto si conclude con la sequenza verticale delle finestre incorniciate da larghe membrature aggettanti nelle sezioni laterali; queste, secondo l'originario progetto, non portato a compimento, dovevano terminare con due campanili gemelli.
L'interno, a croce greca, con terminazioni absidate, è dominato dalla tensione ascensionale delle lesene corinzie, raccordate fra loro da una trabeazione ininterrotta, su cui si impostano le grandi arcate a tutto sesto che sorreggono la cupola. Molto curata la monocroma decorazione a stucco delle superfici murarie, sulle quali risaltano per contrasto le grandi tele settecentesche, poste ad ornamento dei tre altari della chiesa: sull'altare maggiore troviamo lo Sposalizio della Vergine, dipinto nel 1731 da Carmine Spinetti, mentre sui due laterali trovano posto una Crocifissione del pittore veneto Benedetto Mora e un'opera non firmata raffigurante San Giuseppe Calasanzio, realizzata nella seconda metà del Settecento per celebrare il padre fondatore dell'Ordine degli Scolopi.
Gli Scolopi lasciarono Alatri nel 1971. Oggi la chiesa ospita esposizioni ed eventi di vario genere.

#### Altre chiese

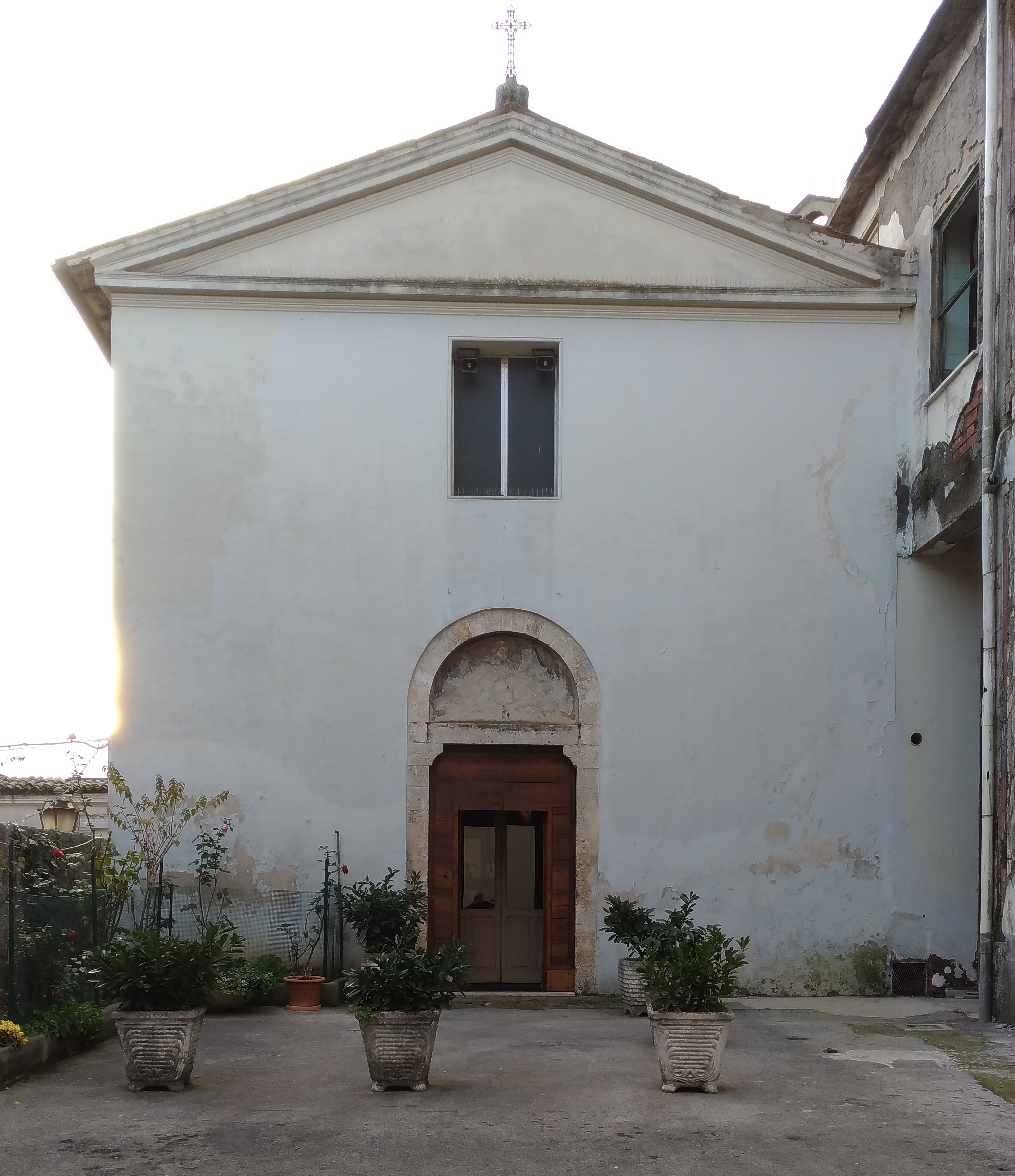
Chiesa di San Benedetto
Di questa piccola chiesa si hanno notizie fin dal 1138. Posta subito all'interno di porta San Francesco e costruita poggiando sulle mura ciclopiche, ha un'unica navata con abside e campanile a vela. Fino al 1330 fu la chiesa dei francescani di Alatri ed è stata per secoli affiancata dall'ospedale cittadino (esistente almeno dal 1186 e in origine solo uno dei numerosi esistenti in città). La chiesetta ha ospitato, dal 1945 al 2010, la tomba di suor Maria Raffaella Cimatti, oggi beata, che operò nell'antico ospedale e nell'attigua farmacia.
Chiesa di San Michele
Situata in piazza Sant'Anna, di fronte alla fontana Antonini, era parte dello scomparso ospedale di Santo Spirito; è costituita da un'unica navata ed ha un piccolo campanile a vela. Interessante l'ambiente ipogeo con un martirio di san Lorenzo.
Chiesa di Santa Lucia
Già esistente nel XIV secolo, era in origine dedicata a san Simeone, acquisì l'attuale denominazione nel 1600. Vi si conserva una Madonna lignea del Quattrocento.

### Architetture civili

#### Palazzi storici

##### Palazzo Conti-Gentili

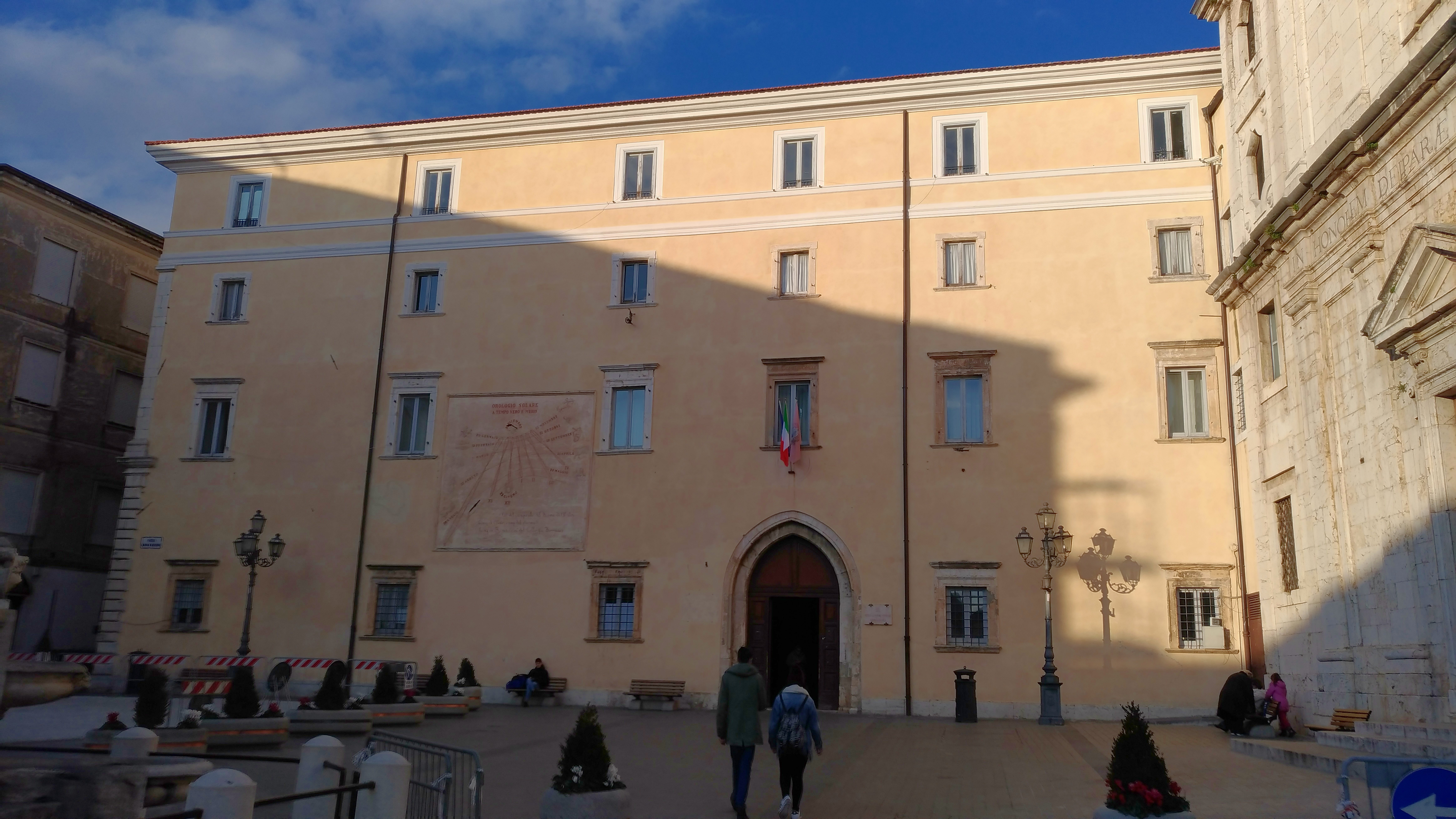
Palazzo Conti-Gentili

Il Palazzo Conti-Gentili, edificio gentilizio che risale al XIII secolo, compone uno dei lati della piazza Santa Maria Maggiore ed è saldato su un fianco alla chiesa degli Scolopi, con la quale condivide gran parte della sua storia recente: per oltre due secoli è infatti stato sede del Collegio delle Scuole Pie, retto dal 1729 al 1971 dalla comunità religiosa dei Padri Scolopi. Oggi è sede del liceo statale.

##### Palazzo Gottifredo
Concepito nella più totale autonomia dalle consuete forme tipologiche dell'architettura medioevale alatrina, questo edificio, imponente nella sua altezza, è stato costruito intorno alla metà del XIII secolo come residenza del cardinale Gottifredo di Raynaldo, ricco feudatario alatrino e dotto diplomatico pontificio durante gli anni della lotta anti-imperiale.
Il disegno del palazzo è espresso dalla fusione tra due robuste case-torri, diverse per stile ed epoca di costruzione, collegate fra loro da un ampio corpo longitudinale, che si snoda con un profilo sfaccettato per gran parte del corso Vittorio Emanuele. Le notevoli difformità stilistiche sono rese evidenti, oltre che dalla diversa ornamentazione dei due ingressi principali, anche e soprattutto dalla diversa disposizione delle aperture superiori: assai irregolari e rade nella più antica torre angolare, alquanto ordinate e strutturalmente più organiche nei restanti corpi di fabbrica.
L'interno, compromesso dal terremoto del 1349 che causò il crollo delle grandi arcate ogivali a sostegno del settore centrale della copertura, è stato restaurato dagli architetti Giovanni Fontana e Alfredo Spalvieri. Una sua porzione ospita il museo civico archeologico.

##### Palazzo comunale

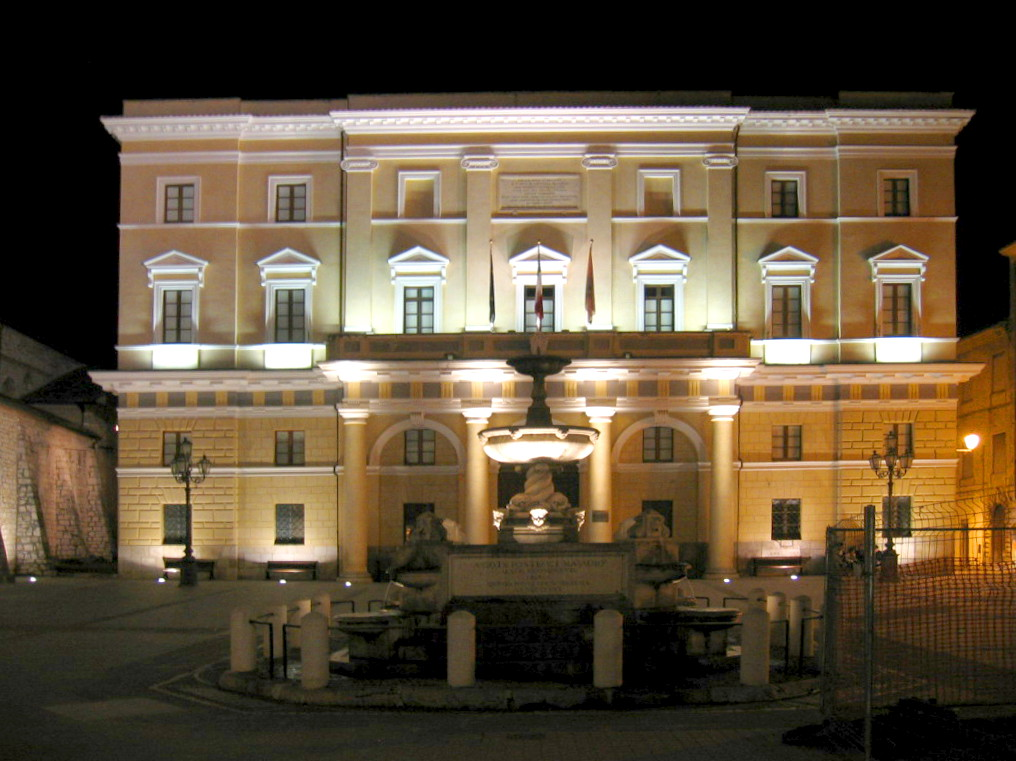
Palazzo Comunale

L'edificio originario venne innalzato nella prima metà del XII secolo, e fu in seguito ristrutturato nel 1395 e poi nel 1558. L'attuale aspetto neoclassico si deve al rifacimento del 1863 per opera dell'architetto Raffaele Boretti. L'orologio che ne coronava la facciata è andato distrutto sotto i bombardamenti della seconda guerra mondiale. Da fine 2017 è sottoposto a lavori di miglioramento sismico e la sede comunale è stata trasferita a Palazzo Conti-Gentili.

##### Palazzo Grappelli
Si tratta di un possente edificio risalente al XIII secolo, munito di torre (Torre Grappelli). Noto anche come Palazzo Patrassi o Patrassi-Grappelli, dal nome dei primi proprietari, fu un importante punto di riferimento per la vita politica della città durante l'età comunale. Nel XVII secolo venne ampliato per volontà di Paolo Grappelli. Così lo descrisse il Gregorovius: «Un'ampia corte interna, belle scale in pietra, un salone magnifico, dove era stato eretto un teatrino, molte stanze con soffitti dipinti e pareti adorne di affreschi, ed infine in mezzo ad alcune costruzioni laterali in pessimo stato, una torre in rovina rivelava che un tempo vi era una fortezza».
Alla famiglia alatrense dei marchesi Grappelli appartenne il celebre jazzista Stéphane Grappelli.

##### Palazzo Molella
Il Palazzo Molella è un edificio appartenente all'omonima famiglia di Alatri. Precedentemente il palazzo dovrebbe essere stato di proprietà della famiglia alatrense dei Caccianti, molto attiva tra i secoli XV e XVI, così come è testimoniato dallo stemma lapideo, di chiara foggia rinascimentale, presente sul portone d'ingresso. Ospita la biblioteca Molella.

##### Palazzo Amore e Stampa
Risalente anch'esso al XIII secolo, il Palazzo Amore e Stampa deve l'aspetto attuale alla radicale ristrutturazione del 1855. L'aspetto originario dell'edificio ci è suggerito dalle bifore tamponate e dagli arcate ogivali al piano terreno. Il complesso ha inglobato l'antica sinagoga cittadina che sorgeva nel lato su vicolo Vezzacchi, dove è tuttora visibile una formella in pietra simbolo di una famiglia ebraica. In passato il palazzo ha ospitato il Collegio Stanislao Stampa..

#### Fontane monumentali

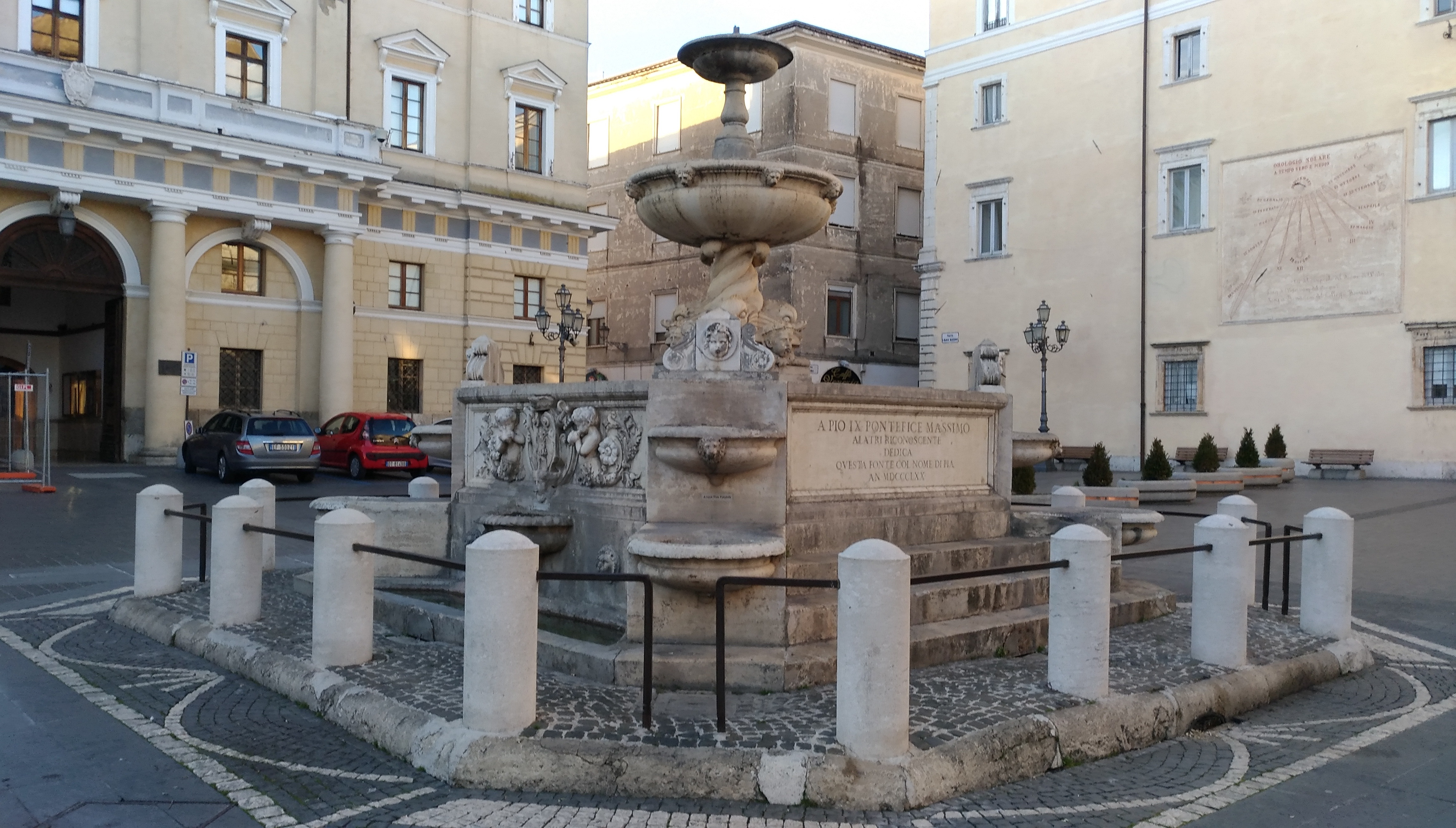
Fontana Pia

##### Fontana Pia
La monumentale fonte, inaugurata nel 1870 e dedicata a papa Pio IX in segno di gratitudine per il cospicuo contributo in denaro elargito alla città nel 1863 per la realizzazione di un nuovo acquedotto, è opera dell'architetto Giuseppe Olivieri. La semplicità degli elementi linguistici, desunti dalla tradizione medievale, è posta al servizio di una più complessa struttura dichiaratamente scenografica, che pur nelle non grandi dimensioni appare deliziosa per finitezza tecnica ed elaborazione; intenso il dinamismo che dalla grande vasca quadrangolare della base raggiunge attraverso la struttura elicoidale dei delfini annodati i due catini con teste leonine, confezionando un leggiadro gioco d'acque.

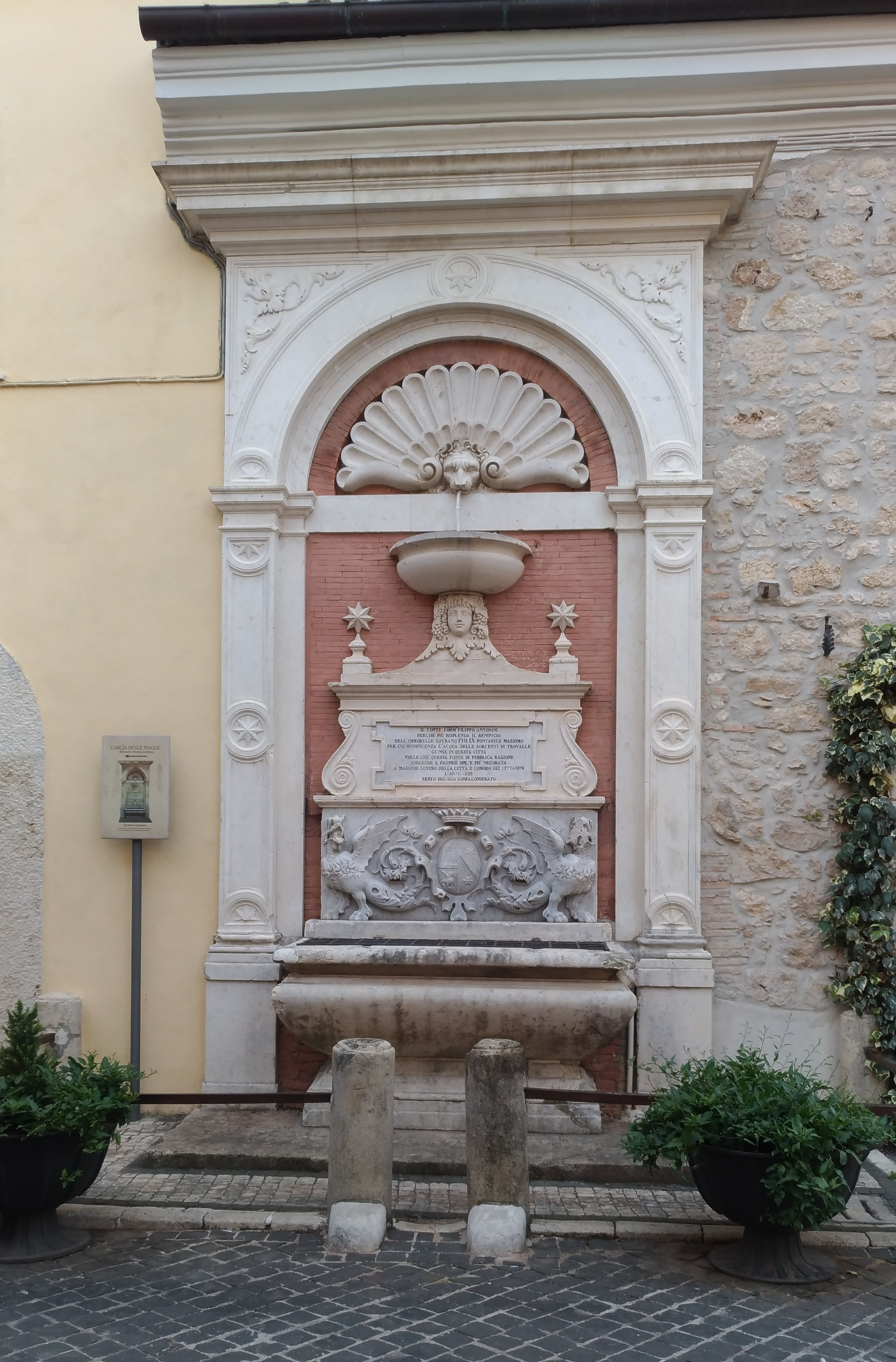
Fontana Antonini

##### Fontana Antonini
Collocata nel rione Spidini, al termine di corso Umberto I di fronte alla piccola chiesa di San Michele, venne costruita nel 1869. Come riportato dall'iscrizione centrale le spese furono a carico del conte Filippo Antonini, gonfaloniere della città che ne affidò il progetto all'architetto Giuseppe Olivieri. La fontana ha un prospetto strutturalmente semplice e richiama i portoni dei palazzi circostanti: tutto è raccolto entro il motivo classico dell'arcata a sesto pieno, a cui obbedisce ogni altro elemento della posata composizione. Esplicita appena la costruzione allegorica, direttamente ispirata all'araldica degli Antonini, di cui si avverte il ricordo nella chiara allusione a draghi che gettano acqua e alle numerose stelle a otto punte che interrompono la ghiera ed i piedritti dell'arco.

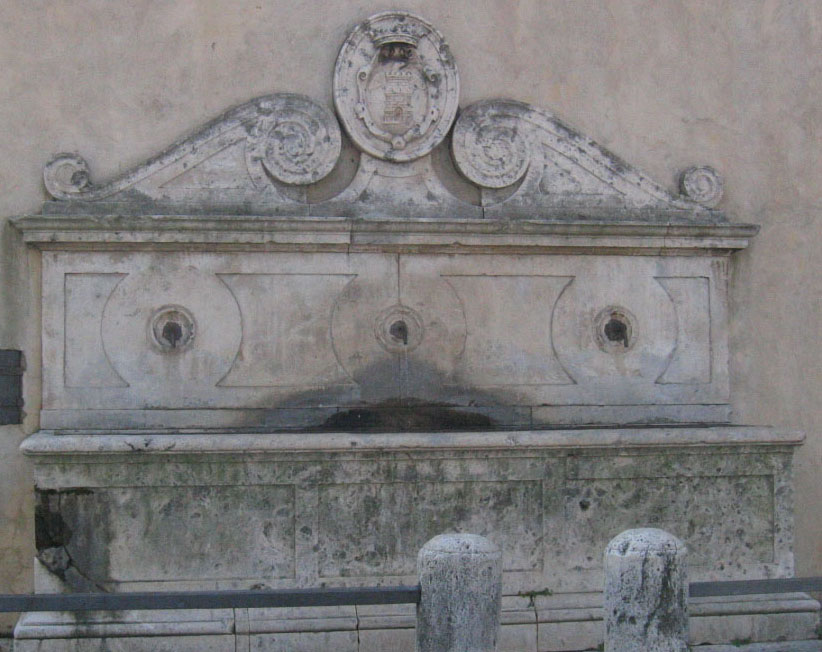
Fontana di Porta San Pietro

##### Fontana di Porta San Pietro
Contemporanea alle altre due fontane monumentali della città, fu anch'essa progettata dall'architetto Giuseppe Olivieri, dopo la costruzione dell'acquedotto di Trovalle, inaugurato il 27 dicembre 1866 in questo stesso luogo con una fonte provvisoria. Essa ha un tono semplice e dimesso con il rilievo smorzato dal telaio centrale, atto a raccordare la grande vasca antistante con le due volute che racchiudono la ricca decorazione dello stemma alatrino. La nitidezza del travertino dai toni caldi e preziosi, l'eleganza estrema di ogni particolare abilmente scalpellato, fanno di questa fonte un piccolo ma senza dubbio raffinato capolavoro.

### Nel territorio

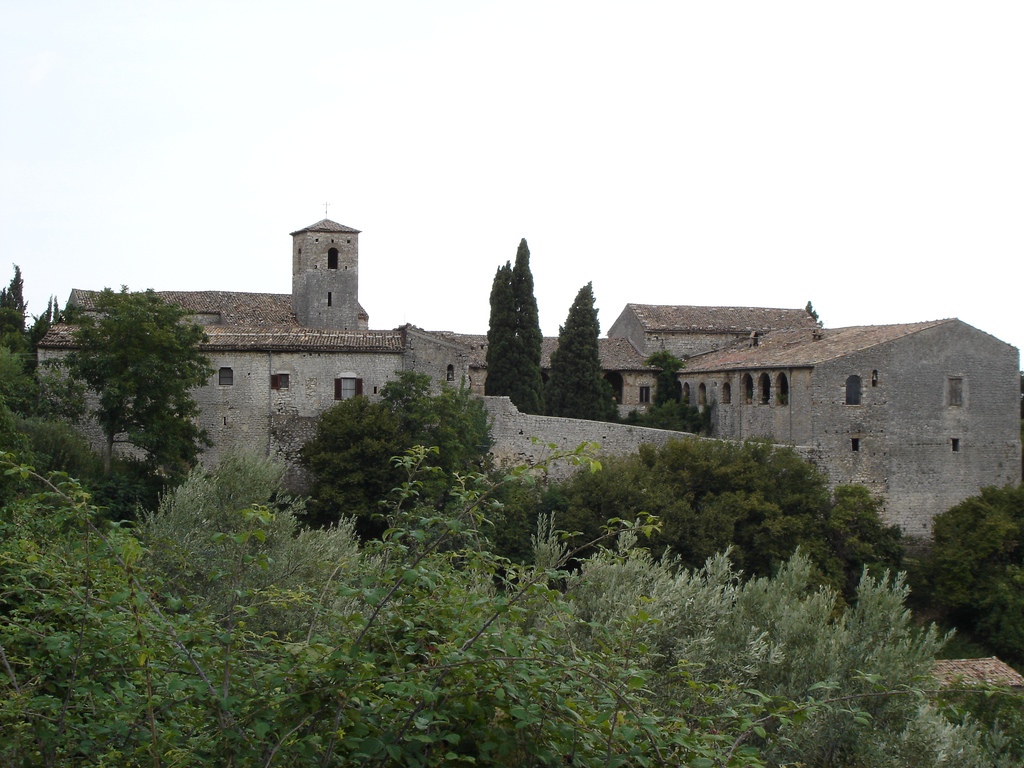
Protocenobio, o badia, di San Sebastiano

#### Protocenobio di San Sebastiano
Edificio di grande suggestione, la sua costruzione risale alla fine del V secolo per volere del prefetto delle Gallie Liberio, che l'affidò all'abate Servando; in origine il complesso ospitò una delle più antiche comunità cenobitiche d'Occidente, tanto che non è da escludersi che proprio in questo sito abbia avuto stesura la Regula Magistri, alla quale si ispirò san Benedetto da Norcia che qui soggiornò nel 528. Il monastero appare come una suggestiva opera architettonica dalle linee medievali, con decorazioni duecentesche raffiguranti la vita di Cristo e della Madonna. Una parte del complesso è appartenuta a sir John Leslie, nobile e militare irlandese decorato con la legion d'onore.

#### Grancia di Tecchiena

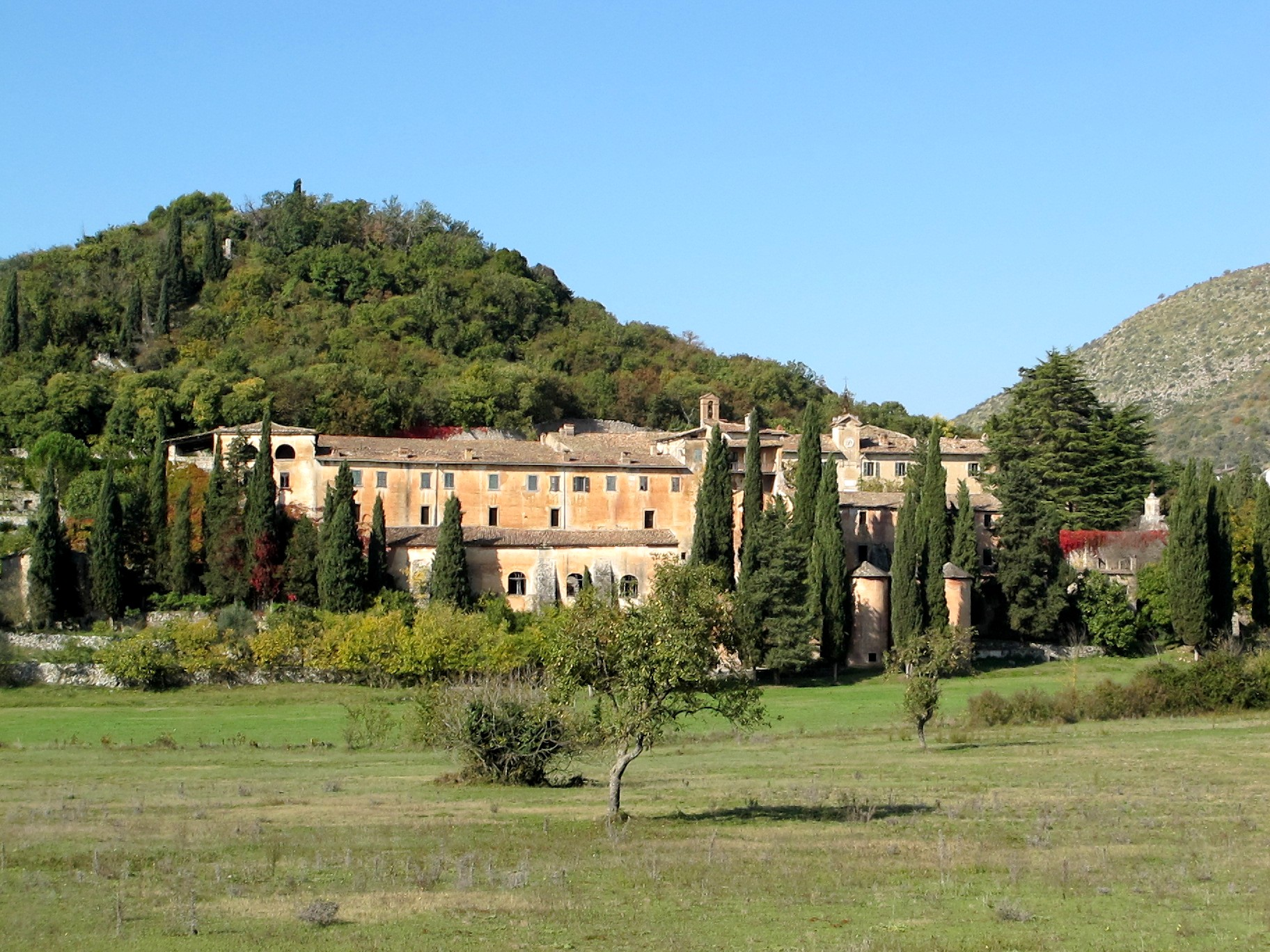
La Grancia

Sorge alle pendici del piccolo colle Monticchio, sul quale, intorno all'XI secolo, sorsero per volontà del popolo di Alatri alcune fortificazioni. Continue contese con la vicina Ferentino, sfociate in autentiche azioni belliche, indussero nel 1245 papa Innocenzo IV a privare il comune alatrino di qualsiasi diritto su ciò che restava del castello, incamerando l'area di Tecchiena nei beni della Chiesa e rivendendola successivamente (nel 1395) ai Certosini di Trisulti. I monaci fondarono una vera azienda agricola che nella seconda metà del XVIII secolo fu trasformata nel complesso della Grancia (granaio), che gestirono fino agli inizi del Novecento. La struttura consta di più corpi riuniti da linee settecentesche che hanno saputo fondere edificio e paesaggio.
Nei pressi del complesso sono visibili alcune rovine dell'antico castello.

#### Convento dei Padri Cappuccini

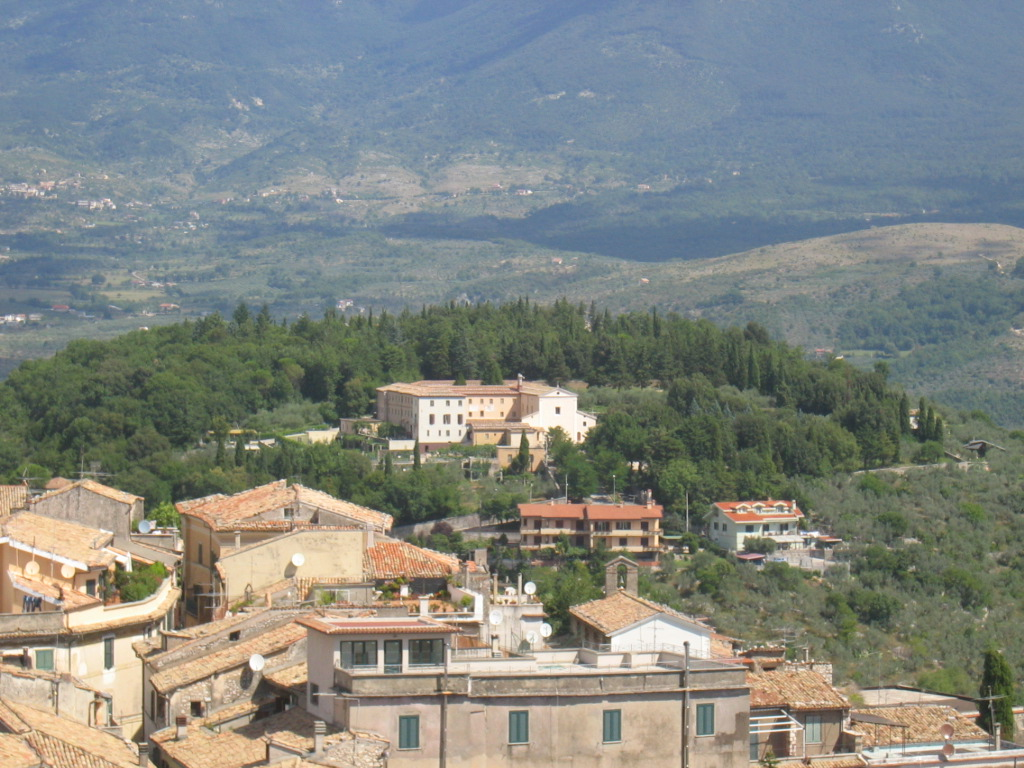
Il convento dei Cappuccini visto dall'acropoli

Il Convento dei Cappuccini sorge sul colle San Pietro (nelle vicinanze del centro storico della città), dove nell'antichità si ergeva un tempio dedicato alla dea Bellona. Nei primi secoli del Cristianesimo vi fu eretta una chiesa dedicata a San Pietro da cui nel XIII secolo si sviluppò una comunità di monache benedettine alle quali nel 1566 si sostituirono i Cappuccini, che sottoposero il monastero ad ampi rifacimenti.
Nella chiesa di San Pietro, in stile tardorinascimentale ma totalmente ristrutturata nella seconda metà del Settecento, si trova un monumentale altare maggiore in legno di noce, costruito da padre Giovanni da Collepardo nel 1755, decorato dalla luminosa pala dell'Immacolata Concezione dipinta dal pittore alatrense Vincenzo Cerica.

#### Chiesa della Donna

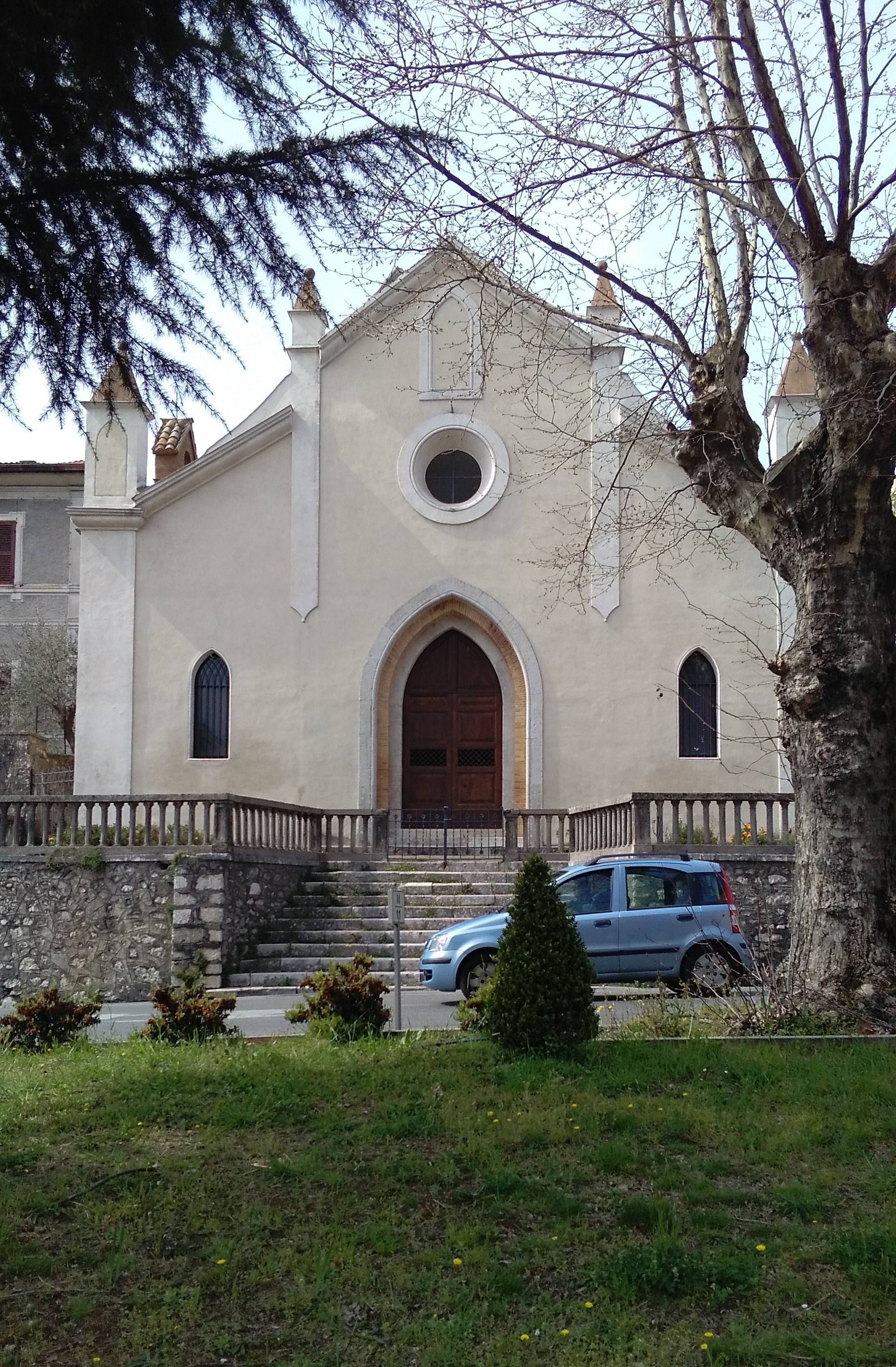
Chiesa della Donna

La chiesa della Donna si trova sulla Strada statale 155 di Fiuggi, nel punto dove da questa si diparte via Provinciale, che conduce al centro di Alatri. Fu costruita nel XV secolo ma il suo aspetto risente di interventi del XVIII secolo e poi del XIX, quando l'ingresso venne spostato dal lato che guarda verso Alatri a quello opposto, sulla Statale e fu realizzata la facciata neogotica. All'interno vi è ancora traccia delle arcate gotiche presenti in origine, sebbene il soffitto, settecentesco, si presenti costituito da una struttura cassettonata policroma con finte capriate. Il presbiterio è coperto da una volta a carena a cassettoni decorati da rosette. La cantoria, posta al di sopra dell'ingresso, è coperta da una volta a crociera affrescata con un cielo stellato. Degli antichi dipinti votivi della chiesa ci sono giunti una Madonna in trono con Bambino e quattro figure di Santi, e a destra dell'ingresso un affresco attribuito ad Antonio da Alatri raffigurante una Vergine, il Bambino e San Giovanni Battista. Dopo un lungo restauro, durato quindici anni, la chiesa è stata riaperta ed è tornata attiva nel 2012.

#### Chiesa della Maddalena

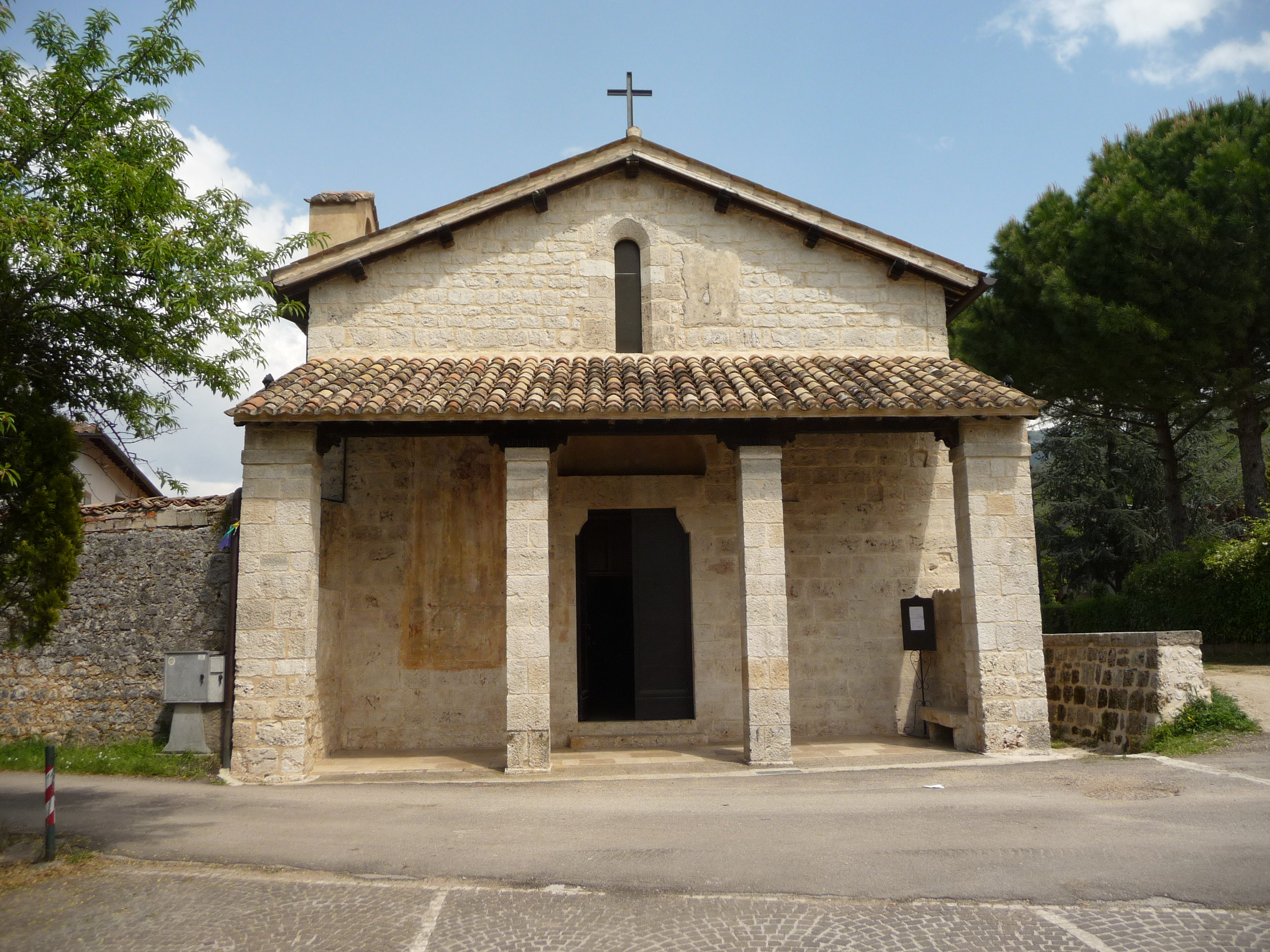
Chiesa della Maddalena

Dedicata dal 1196 alla Maddalena penitente, sorge nelle vicinanze del centro di Alatri, ai piedi del monte Sant'Angelo in Formis, nel luogo anticamente adibito a lebbrosario. La chiesa, sobria ed essenziale, fu costruita alla fine dell'XI secolo. Sulla facciata, preceduta da un portico, spicca il portale lunettato, sormontato da una stretta monofora ampiamente strombata.
L'interno, in un'unica navata, è costituito da tre grandi archi che sorreggono il tetto. Sulle pareti si conserva un'interessante serie di pitture ad affresco quattrocentesche, rappresentanti santi e sante, opera probabile del pittore locale Antonio da Alatri.
Il tema iconografico dominante è costituito dalla figura di Maria Maddalena, replicato più volte all'interno della chiesa. Sulla parete destra della chiesa, è invece, raffigurato il trecentesco affresco di un santo vescovo, seguito dalla figura di san Pietro della prima metà del Cinquecento e la quattrocentesca raffigurazione della Trinità vicino all'ingresso. Il ciclo pittorico viene concluso dalla figura panneggiata della Madonna col Bambino, dipinta nell'ambito del presbiterio. Sulla parete d'ingresso della chiesa si trova un grande quadro dipinto da Raffaele Zappelli nel 1877 raffigurante san Cristoforo e il Bambino Gesù.

#### Chiesa delle XII Marie
È una tipica cappellania rurale, situata fuori dell'abitato, costruita nel tardo Trecento a partire da una primitiva piccola edicola. La chiesa, ad unica navata, è particolarmente interessante per la teoria di Santi e Sante e per le dodici raffigurazioni mariane che ne adornano le pareti e danno il nome alla chiesa, attribuite alla mano del pittore tardo-gotico Antonio da Alatri.
Entrando, sulla parete sinistra, si può ammirare oltre ad una Madonna col Bambino e un Sant'Antonio Abate, un'altra immagine della Vergine affiancata da una duplice raffigurazione di san Leonardo dall'inconfondibile attributo dei ceppi; accanto, la figura inginocchiata del committente. Ad altra mano appartengono invece le figure di san Giovanni Battista, di Cristo nel Sepolcro e di san Floriano, poste sulla parete di fondo. Nella piccola icona, invece, nel riquadro che accoglie una Madonna col Bambino tra i santi Giovanni Evangelista e Sisto I papa e in quelli che accolgono la Vergine col bambino e una figura di santa orante, prevale decisamente lo stile senese. Sulla parete sinistra, ancora le raffigurazioni del pittore Antonio di Alatri con tre Vergini col Bambino insieme a santa Caterina d'Alessandria, santa Lucia e san Giovanni Battista. Infine, sulla parete d'ingresso trovano posto le ultime due immagini della Maternità di Maria.

#### Chiesa di Portadini

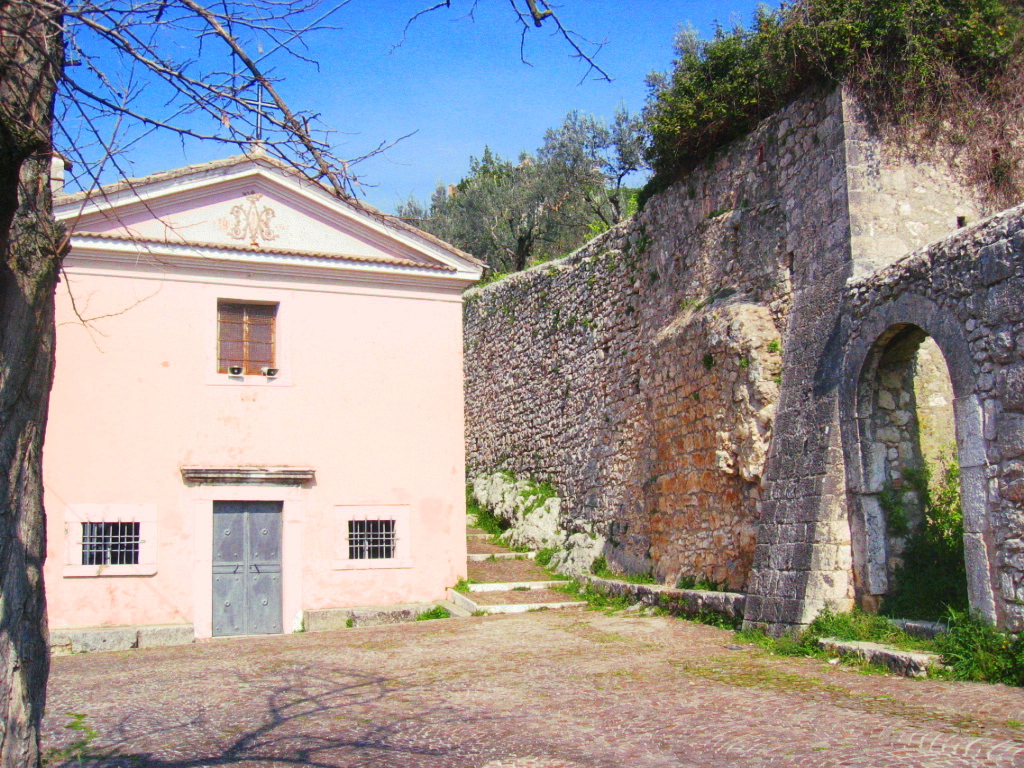
La chiesa di Portadini

La Chiesa di Portadini si trova immediatamente all'esterno del tratto meridionale della cinta muraria, in prossimità dell'omonima porta, in un antico luogo di sosta per i contadini in cammino tra la città e i campi. È costituita da un unico ambiente e ha una semplice facciata con porta principale, due finestre laterali e una finestra centrale.
L'interno conserva un'icona rinascimentale, di autore ignoto, raffigurante una Madonna nell'atto di allattare; riguardo a tale immagine gli archivi storici del comune di Alatri narrano di un evento miracoloso che sarebbe avvenuto nel maggio 1619: colpita da un sasso in corrispondenza della guancia, l'icona si sarebbe gonfiata sanguinando. L'evento è riportato anche tra gli atti pubblici dell'epoca. L'immagine viene venerata nel giorno della festa della Madonna della Risurrezione.

#### Chiesa di San Matteo
Situata a breve distanza da porta San Francesco, era già esistente nel XIII secolo assieme a un attiguo ospedale poi soppresso. Fu concessa nel 1778 dal vescovo Speranza alla confraternita della Passione. È punto di ritrovo e partenza della processione del Venerdì Santo.

#### Chiesa della Madonna della Sanità
È una cappella situata nella zona di Colleprata. Conserva una Madonna idropica e altri tre affreschi: un Cristo, una Maddalena e un San Sebastiano, del Maestro della Madonna di Alvito.

#### Scavi archeologici presso Monte Lungo
Negli anni settanta, presso la collina di Monte Lungo (in dial. Mònt'lòng') vennero segnalate da un contadino locale alcune pietre intagliate che ricordavano le costruzioni delle mura dell'Acropoli. Scavi successivi guidati dalla Soprintendenza della regione Lazio, in associazione con l'archeoclub locale, portarono alla luce resti di muraglie del tutto simili a quelle delle città saturnie, appartenenti al gruppo della "prima maniera". Varie sono state le ipotesi, pubblicate peraltro nel 1988, dal paese gemello all'avamposto militare: l'opzione che si ritiene la più probabile è legata alla mancanza di organicità delle mura e sottolinea come in realtà possa trattarsi di alcune prove fatte dai costruttori prima di accingersi alla fondazione della città.

#### Campo di internamento delle Fraschette
Il Campo di internamento di Fraschette fu istituito nel 1941 dalle autorità militari del regime fascista nel territorio di Alatri, in località Fraschette. Entrò in funzione il 1º ottobre 1942 e rimase attivo fino al 19 aprile 1944. Benché progettato per ospitare prigionieri di guerra, finì per diventare luogo di internamento di civili per lo più slavi e greci e delle altre popolazioni direttamente in guerra con l'Italia. Nel dopoguerra fu riconvertito come campo profughi, dando accoglienza agli italiani di Istria, Dalmazia ed Africa e successivamente ai profughi in fuga dai regimi comunisti, soprattutto ungheresi.

## Società

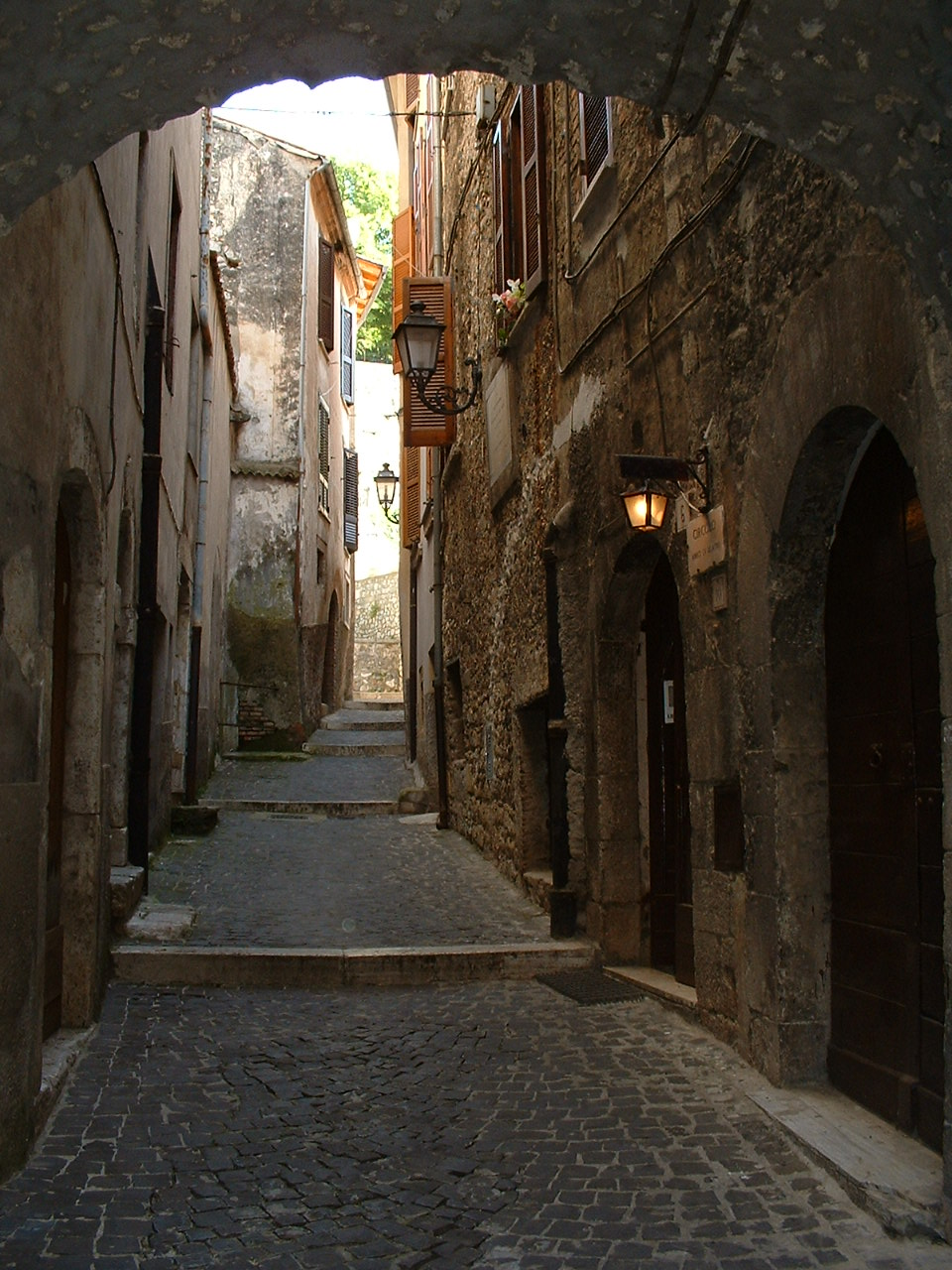
Un vicolo

### Evoluzione demografica
Abitanti censiti

### Etnie e minoranze straniere
Al 31 dicembre 2017 ad Alatri risultano residenti 2 110 cittadini stranieri. Le nazionalità più numerose sono le seguenti:
- Romania - 1 550
- Albania - 171
- Marocco - 75
- Kosovo - 41
- Cina - 31

### Lingue e dialetti
(Gerardo Celebrini e Giovanni Ricciotti, Juccia (1900))

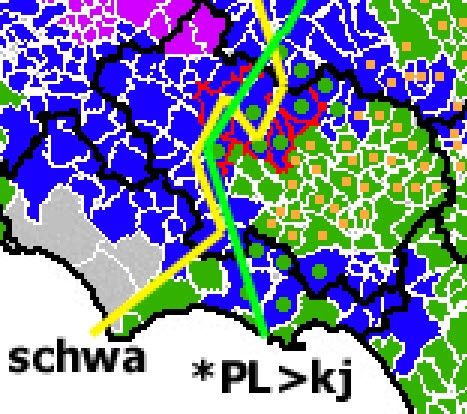
Carta linguistica del Lazio meridionale: l'area di interscambio linguistico tra i dialetti mediani e quelli meridionali è bordata in rosso.

Nella cittadina accanto alla lingua italiana resta vitale il dialetto alatrense o alatrese, un dialetto laziale centro-settentrionale, parte quindi del più ampio gruppo dei dialetti mediani. Esso presenta tuttavia molte caratteristiche tipiche dei dialetti meridionali, come la presenza dello scevà: difatti il comune di Alatri ricade – insieme a quelli di Frosinone, Veroli, Sora – nella cosiddetta zona di interscambio linguistico tra i due gruppi. L'alatrese fu studiato a fine Ottocento dal linguista Luigi Ceci, nativo della città: suo è il saggio Vocalismo del dialetto d'Alatri (in Archivio glottologico italiano, X, 1886, pp. 167–176).

### Religione
La comunità cattolica alatrense è organizzata all'interno della Diocesi di Anagni-Alatri in 15 parrocchie. In città è presente inoltre, in virtù della cospicua comunità rumena residente, una parrocchia dell'eparchia ortodossa rumena d'Italia, ospitata nella chiesa di San Giovanni.

### Tradizioni e folclore

Virgilio Ceci, più volte campione del Palio di Alatri

- San Sisto "Ginnàr'" (11 gennaio): anniversario dell'arrivo ad Alatri delle reliquie del Santo Patrono[49]
- Processione del Venerdì Santo[50]: rievocazione storico-religiosa delle Sacre scritture, della via Crucis e del Golgota;
- Festa di san Sisto, il primo mercoledì dopo Pasqua.[51]
- InfioraAlatri, in occasione della solennità del Corpus Domini.[51]
- Maria Santissima della Libera (8 settembre); in occasione della ricorrenza della compatrona di Alatri si svolge la "Fiera delle cipolle" (la sera del 7 settembre).[51]
- Palio delle Quattro Porte (una domenica di settembre): simile al classico gioco della ruzzola, in costume d'epoca: una forma di parmigiano di circa 30 kg viene fatta rotolare lungo un percorso che termina presso il Chiostro di San Francesco;[51]

### Istituzioni, enti e associazioni

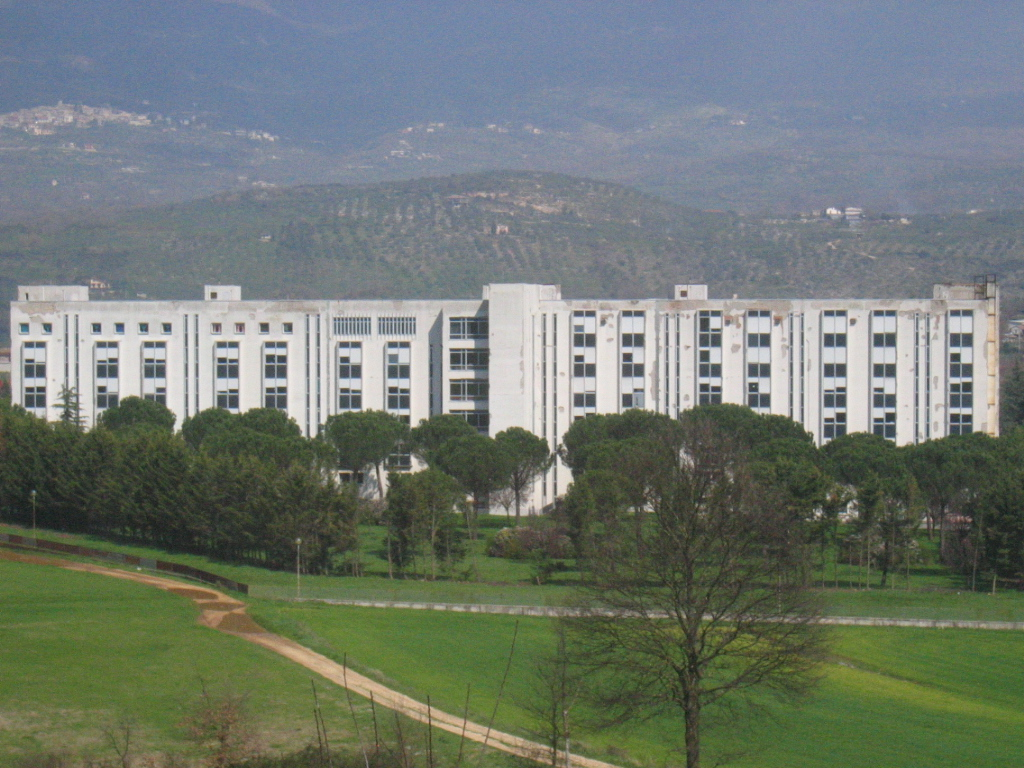
L'Ospedale San Benedetto

- Ospedale San Benedetto
- Coro Ernico, coro polifonico

## Cultura

### Istruzione

#### Biblioteche
- Biblioteca comunale Luigi Ceci nel Palazzo Conti-Gentili.[52]
- Biblioteca Totiana, costituita dal fondo librario e l’archivio personale del poeta, giornalista e artista romano Gianni Toti (1924-2007) e dal fondo librario e l’archivio personale della pittrice naif e traduttrice ungherese Marinka Dallos (1929-1992), sua compagna di vita[53].
- Biblioteca del Convento dei Cappuccini[54]

#### Scuole
L'offerta formativa ad Alatri è organizzata su due asili nido, tre istituti comprensivi e due istituti di istruzione superiore, che complessivamente offrono un'offerta formativa composta da due asili nido, otto scuole dell'infanzia, nove scuole primarie, tre scuole secondarie, un istituto tecnico con 5 indirizzi e un liceo con 4 indirizzi (classico, scientifico, linguistico e scienze umane).

#### Museo civico
Negli ambienti di proprietà comunale di Palazzo Gottifredo, restaurati negli anni ottanta, è ospitato il Museo civico.

### Media

#### Televisione
- Ernica TV[56]

### Cucina
La cucina popolare alatrese è caratterizzata da un forte legame con l'agricoltura di sussistenza, che sempre ha prevalso nella regione: non vi è quindi una netta tradizione legata ad animali di grossa taglia, né tanto meno al pesce. L'elemento centrale è quello cerealicolo, con ottime elaborazioni di pasta (per lo più all'uovo), pane e dolci secchi. La carne più consumata è quella bianca, con pollami e conigli, anche se la regina della tavola resta sempre di origine ovina, sia essa carne, che latte e derivati. Frutti e verdure sono quelli tipici dell'Italia centrale;
Di notevole qualità sono gli oli d'oliva locali: nel 2006 l'Olio Quattrociocchi, del Frantoio Quattrociocchi Amerigo di Alatri, ha vinto l'undicesima edizione del Biol ad Andria con un voto di 82,60 su 100: è risultato il migliore del 2006 tra gli oltre 250 oli in gara, meritandosi il titolo di "Miglior olio biologico del mondo". Nuovi riconoscimenti agli oli alatrensi sono giunti in occasione del concorso oleario internazionale Sol d'Oro, che nel 2010 ha visto premiato il fruttato intenso del frantoio Quattrociocchi.

### Eventi

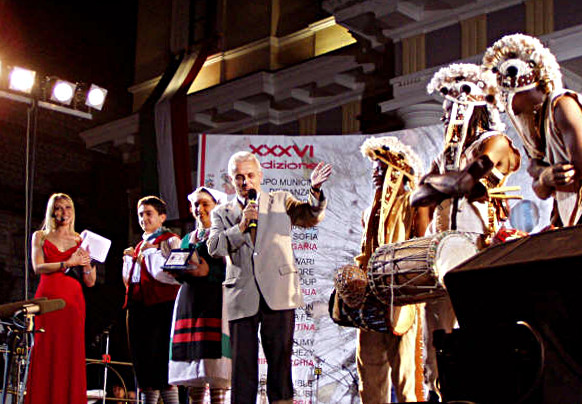
Festival del Folklore 2006

- Festival Internazionale del Folklore (12-16 agosto).[51]
- Alatri Jazz (fine luglio-primi di agosto).[51]
- International children's folk festival (fine maggio).[59]

## Geografia antropica

### Urbanistica

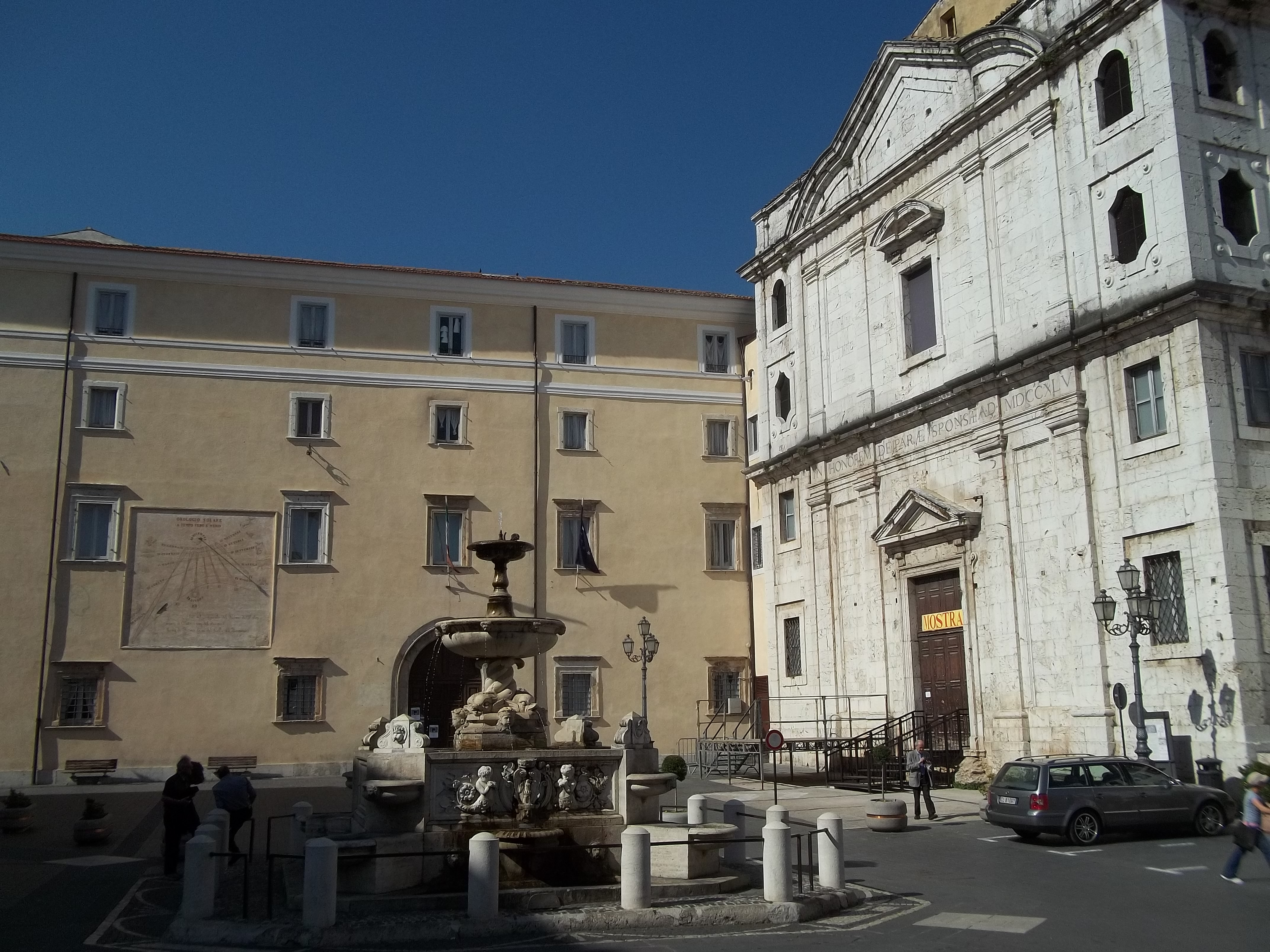
Piazza Santa Maria Maggiore

Il centro storico di Alatri si sviluppa all'interno della cinta muraria e ricalca essenzialmente l'assetto urbanistico di epoca romana, sviluppatosi attorno all'acropoli. Nell'abitato si possono distinguere due aree:
- la prima (rioni dal I al VI, vedi Rioni del centro), posta a nord dell'acropoli, si caratterizza per uno sviluppo regolare, con strade per lo più diritte e sufficientemente ampie, reso possibile dalla pendenza non eccessiva del colle su questo lato; è un'area da sempre destinata a funzioni monumentali e commerciali: qui, in epoca romana, era collocato il Foro, nello stesso luogo occupato dalla moderna piazza Santa Maria Maggiore che, contornata dai principali monumenti cittadini, mantiene la funzione di nodo urbanistico in cui si incrociano le principali vie del centro.
- la seconda (rioni dal VII al IX), detta Piagge, si sviluppa sul versante meridionale del colle, più ripido: da tale conformazione deriva l'impianto urbanistico dall'area, con stretti vicoli in buona parte accessibili ai soli pedoni, e la sua funzione, di tipo quasi esclusivamente residenziale; il che ne fa una delle zone più caratteristiche del centro, apparendo quasi immutata dal medioevo.

L'abitato, in seguito allo sviluppo economico e sociale, si è esteso al di là delle mura lungo alcune direttrici predominanti: verso la vallata settentrionale (Bitta, Colleprata, XII Marie) e nella zona collinosa occidentale (Civette, San Francesco di Fuori). Inoltre, separatamente dal centro urbano, hanno assunto una significativa estensione le frazioni di Tecchiena, Chiappitto, Monte San Marino, La Fiura, Mole Bisleti.

### Rioni del centro
Il centro storico, esclusa l'acropoli, si suddivide in nove zone, dette rioni, risalenti al Medioevo; un decimo rione, Civette, si è sviluppato grazie alle opere di edilizia residenziale pubblica nel secondo dopoguerra, su un colle ad ovest delle mura. Questo è l'elenco dei rioni, come riportati nello Statuto del Comune di Alatri:
- Rione I: Scurano.
- Rione II: Valle.
- Rione III: Colle.
- Rione IV: Fiorenza.
- Rione V: Spidini.
- Rione VI: Vineri.
- Rione VII: Santa Lucia.
- Rione VIII: Sant'Andrea.
- Rione IX: San Simeone.
- Rione X: Civette.

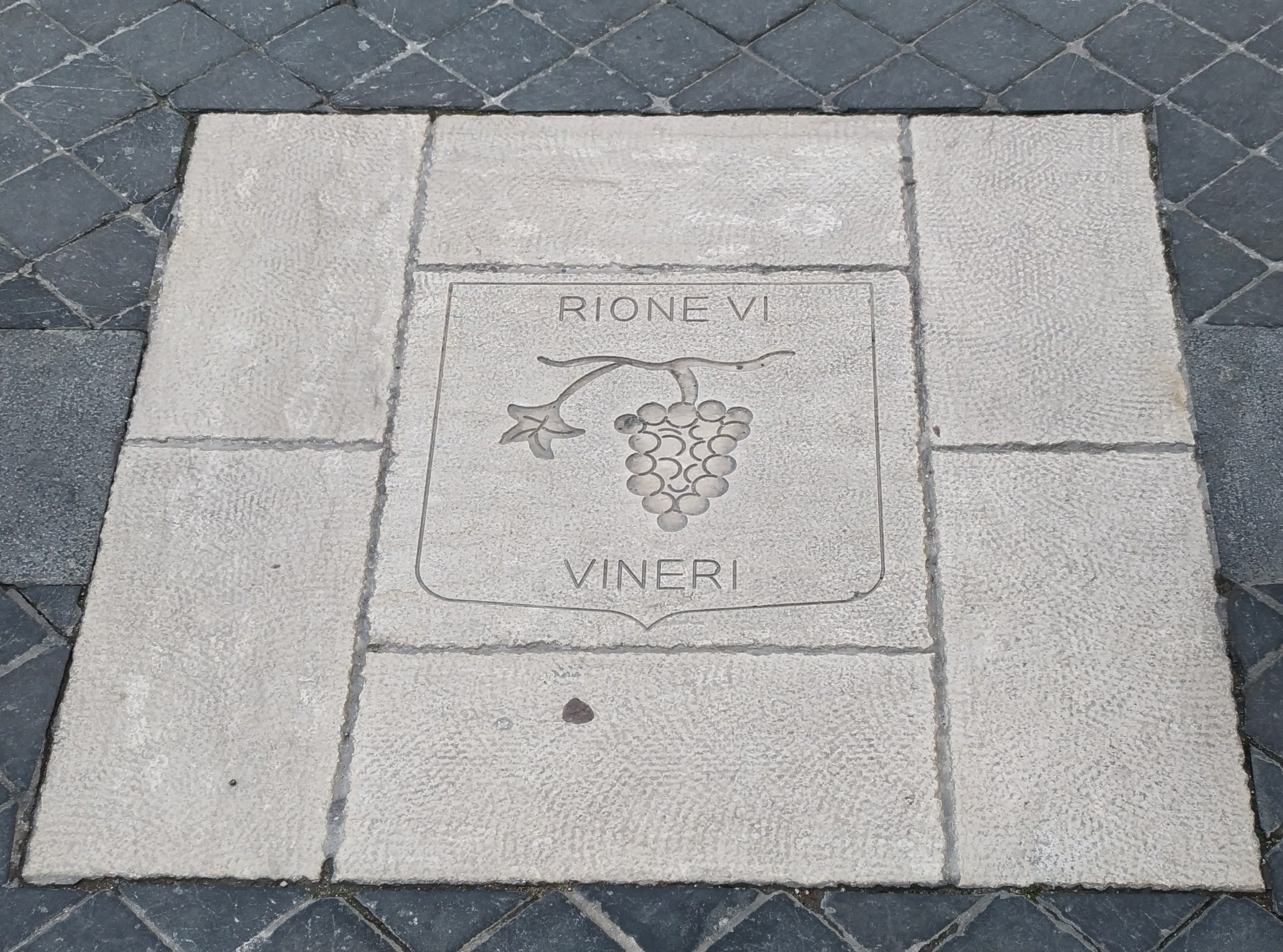
Stemma del Rione Vineri riprodotto nella pavimentazione della piazza principale

Ogni rione possiede un proprio stemma araldico. Tutti gli stemmi sono riprodotti su lastre di granito nella pavimentazione della piazza Santa Maria Maggiore, realizzata negli anni Duemila.

### Suddivisioni
Questo l'elenco delle 93 frazioni, chiamate contrade, in cui è suddiviso il territorio di Alatri, come individuate dallo Statuto Comunale:
Chiappitto, Pacciano, Porpuro, Valle Santa Maria, Carvarola, Capranica, Fontana Vecchia, Maddalena, Piedimonte, Madonna delle Grazie, Melegranate, Montecapraro, Vignola, Valle Carchera, Montesantangelo, Montelarena, Pezza, Allegra, Basciano, Pignano, Castello, Collefreddo, Madonna del Pianto, Montelungo, Montereo, Monte San Marino, Pezzelle, Pratelle, Preturo, Sant'Antimo, San Valentino, Vallecupa, Vallefredda, Valle Pantano, Vallesacco, Valle San Matteo, Villa Magna, Cassiano, Castagneto, Fraschette, Seritico, San Caterina, Vicero, Aiello, Canarolo, Collelavena, Costa San Vincenzo, Maranillo, Cavariccio, Colletraiano, Imbratto, Piano, San Colomba, Scopigliette, Cucuruzzavolo, Le Grotte, Magione, Mole Santa Maria, San Pancrazio, Vallemiccina, Sant'Emidio, Canale, Prati Giuliani, Quarticciolo, Quarti di Tecchiena, Tecchiena, Campello, Mole Bisleti, Cuione, Fontana Santo Stefano, Fontana Sistiliana, Frittola, San Manno, Arillette, Collecuttrino, Colle del Papa, Laguccio, Montelena, Quercia d'Orlando, San Mattia, Carano, Fontana Scurano, Magliano, Cellerano, Fiume, Fiura, Fontana Santa, Riano, Abbadia, Case Paolone, Fontana Sambuco, Gaudo, Intignano, Colleprata.

## Economia
La vita economica della città di Alatri è abbastanza eterogenea senza dimostrare una vocazione univoca. Ampio spazio è dato nelle zone rurali alle coltivazioni di piccola e media estensione, con cereali e ortaggi nella pianura meridionale e oliveti e vigneti nella parte nord-orientale più collinosa: la produzione di olio di oliva raggiunge alti livelli qualitativi ed ha ottenuto importanti riconoscimenti. L'aree boschive sono poco sfruttate e utilizzate per la raccolta di castagne, funghi ed altri prodotti spontanei. Intensa è la pastorizia di ovini, anche se col passare degli anni ha sempre meno peso nell'economia alatrense.
Il settore industriale è sviluppato nella zona di Chiappitto ed in prossimità del Comune di Frosinone: qui sono presenti sia impianti di grandi multinazionali metalmeccaniche (Omron), che imprese locali di interesse nazionale (Solac, Mazzocchia), che piccole imprese di artigianato industriale dalle dimensioni più ridotte. L'artigianato in senso stretto occupa ormai solo una piccola percentuale della popolazione e propone piccole lavorazioni del legno, del cuoio, oltreché l'arte del ricamo e dell'intaglio. Risentendo favorevolmente della posizione strategica in cui è situata, molti lavoratori sono pendolari con le grandi città e con il Polo industriale di Frosinone-Ferentino oppure si dedicano all'attività di autotrasportatori.
Dopo gli anni della crisi economica italiana, il centro storico si sta valorizzando come "centro commerciale naturale" attirando all'interno delle mura visitatori e turisti che alla sera animano i bar ed i locali notturni. Il terziario è particolarmente sviluppato poiché Alatri si propone come erogatore di servizi privilegiato (scolastici, sanitari) per una vasta area della provincia.
Di seguito la tabella storica elaborata dall'Istat a tema Unità locali, intesa come numero di imprese attive, ed addetti, intesi come numero addetti delle unità locali delle imprese attive (valori medi annui).
|           | 2015                  |                              |                            |                |                       |                     | 2014                  |                | 2013                  |                |
| --------- | --------------------- | ---------------------------- | -------------------------- | -------------- | --------------------- | ------------------- | --------------------- | -------------- | --------------------- | -------------- |
|           | Numero imprese attive | % Provinciale Imprese attive | % Regionale Imprese attive | Numero addetti | % Provinciale Addetti | % Regionale Addetti | Numero imprese attive | Numero addetti | Numero imprese attive | Numero addetti |
| Alatri    | 1.740                 | 5,18%                        | 0,38%                      | 4.660          | 4,37%                 | 0,30%               | 1.753                 | 4.698          | 1.820                 | 4.943          |
| Frosinone | 33.605                |                              | 7,38%                      | 106.578        |                       | 6,92%               | 34.015                | 107.546        | 35.081                | 111.529        |
| Lazio     | 455.591               |                              |                            | 1.539.359      |                       |                     | 457.686               | 1.510.459      | 464.094               | 1.525.471      |

Nel 2015 le 1.740 impresi operanti nel territorio comunale, che rappresentavano il 5,18% del totale provinciale (33.605 imprese attive), hanno occupato 4.660 addetti, il 4,37% del dato provinciale; in media, nel 2015 ogni impresa ha occupato 2,68 addetti.

## Infrastrutture e trasporti

### Strade
Il territorio di Alatri è attraversato da nord a sud dalla Strada Regionale 155 di Fiuggi, che collega la città con Fiuggi e Subiaco in direzione nord, e Frosinone in direzione sud, permettendo così di raggiungere il casello dell'Autostrada A1 del capoluogo.
Da marzo 2010 Alatri è servita anche dalla superstrada Ferentino-Sora, che attraversa la frazione di Tecchiena e collega la città da un lato al casello A1 di Ferentino (inaugurato a gennaio 2010) e alla vicina stazione ferroviaria, dall'altro alla Strada statale 690 Avezzano-Sora e quindi all'Abruzzo.
Per un breve tratto, ricade nel Comune anche la via Casilina, che attraversa l'estremo sud-occidentale del territorio (il Quarticciolo, in prossimità del confine con Frosinone).

### Ferrovie

La Stazione di Alatri

Dal 1917 al 1978, la ferrovia Roma-Fiuggi-Alatri-Frosinone collegava Alatri con Roma e fino al 1935 con Frosinone seguendo, di massima, il tracciato della S.S. 155.

### Mobilità urbana
Il trasporto pubblico locale nell'ambito del territorio comunale consta di 13 linee di autobus che collegano il centro urbano con l'ospedale San Benedetto e con le varie frazioni nel territorio. Un servizio navetta collega il centro con la zona dell'ex-stazione ferroviaria.

## Amministrazione
Nel 1927, a seguito del riordino delle circoscrizioni provinciali stabilito dal regio decreto n. 1 del 2 gennaio 1927, per volontà del governo fascista, quando venne istituita la provincia di Frosinone, Alatri passò dalla provincia di Roma a quella di Frosinone.

### Gemellaggi
Alatri è gemellata con:
- Alife, dal 1985
- Clisson, dal 2000
- Saint-Lumine-de-Clisson, dal 2000
- Gétigné, dal 2003
- Gorges, dal 2003
- Aigrefeuille-sur-Maine, dal 2017
- Dirfi, dal 2001
- Ness Ziona

Gemellaggio non di natura istituzionale ma delle rispettive comunità religiose cattoliche è quella che Alatri mantiene dal 2002 con Pietrelcina, con la quale condivide il culto della Madonna della Libera.

### Altre informazioni amministrative
- Fa parte della Comunità montana Monti Ernici e dell'Associazione nazionale città dell'olio

## Sport

### Calcio
- ASD Alatri, principale formazione calcistica della città, nel campionato 2025-2026 milita nel campionato maschile di Promozione Lazio[65]
- A.S.D. Polisportiva Tecchiena, milita nel Campionato di Prima Categoria Lazio[senza fonte]

### Ciclismo
- Unione Ciclistica Alatri, nata nel 1975, affiliata alla Federazione Ciclistica Italiana.[66]

### Pallacanestro
- A.D. Nuovo Basket Alatri: Roster Divisione Regionale 1 Maschile Lazio 2024-2025.

### Pallavolo
- A.S.D. Pallavolo Alatri, partecipante al campionato femminile provinciale di prima divisione.[67]

### Tennis
Sono presenti due circoli affiliati alla Federazione Italiana Tennis: ASD Colle San Pietro, ai confini con Frosinone e ASD Park Club, località Laguccio Tecchiena.

### Impianti sportivi

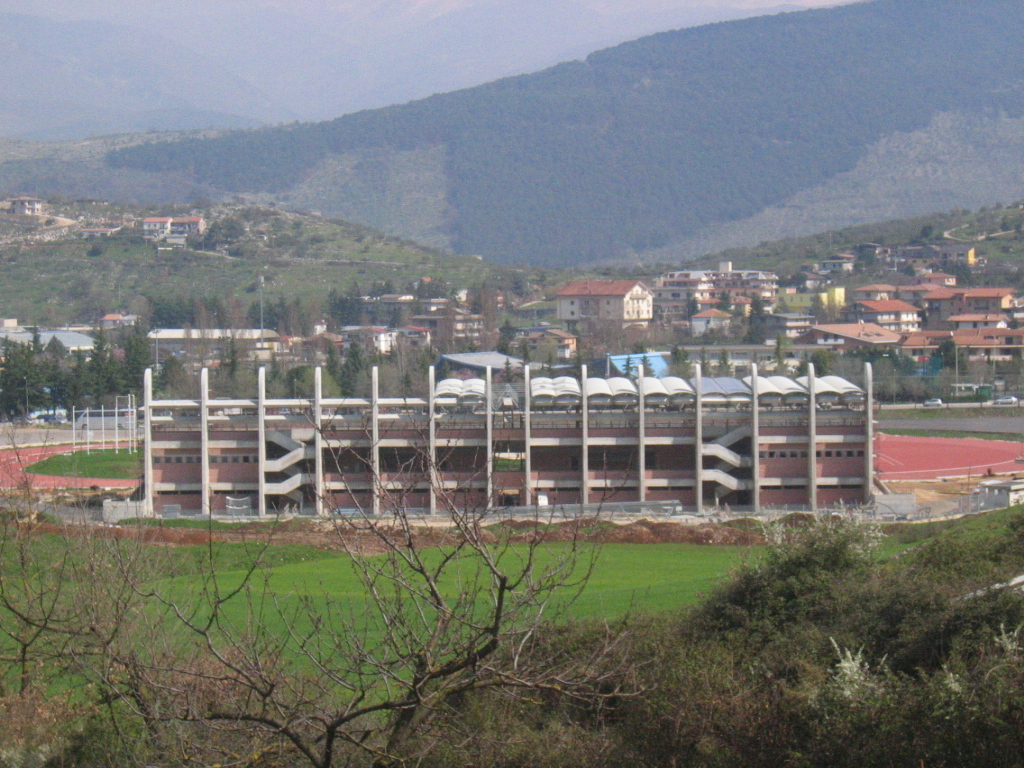
Stadio Franco Evangelisti

- Stadio comunale, località Chiappitto[69]
- Palazzetto dello sport, località Chiappitto[69]
- Stadio con pista di Atletica Franco Evangelisti, località Chiappitto[69]
- Palazzetto dello sport, località Tecchiena[69]